# Premier League
La Premier League (en español: Liga Premier), también conocida en Inglaterra como The Premiership, es la máxima categoría del sistema de ligas de fútbol de Inglaterra. Comenzó a disputarse en la temporada 1992-93. En ella pueden también participar, por motivos históricos, aquellos clubes galeses que lo deseen, siempre que hayan competido ininterrumpidamente en el sistema de fútbol federado inglés desde, al menos, el 30 de junio de 1992. Este es el caso del Swansea City y del Cardiff City, clubes radicados en Gales participantes de la liga y que han llegado a representar a Inglaterra en competiciones europeas.
Establecida la Primera División de Inglaterra denominada como The Football League en 1888 bajo amparo de The Football Association, se convirtió en la «primera liga de fútbol en el mundo». Se fusionó en 1892 con la Football Alliance para conformar el primer sistema de divisiones, y pasándose a denominar la principal categoría como Football League First Division. Dicho sistema fue ampliándose hasta que se produjo una escisión en la competición pasando a ser la Football League —que actualmente conforma tres divisiones— Premier League su principal exponente, mientras que la hasta el momento Primera División conjunta de Inglaterra y Gales de la Football League pasó a ser la segunda en importancia.
El actual formato fue establecido tras un acuerdo el 20 de febrero de 1992 entre los clubes de la First Division por el que decidían separarse de la Football League para tomar ventaja de un lucrativo contrato de derechos de televisión impulsado por ellos mismos. Es por tanto una competición de carácter privado o sociedad en la que los veinte clubes miembros actúan como accionistas a través de una persona delegada por cada representante, quienes rigen dicho comité junto con Dave Richards, director del mismo, y Richard Scudamore, su director ejecutivo.
La Premier League es considerada una de las cinco grandes ligas europeas junto con la Primera División española, la Serie A italiana, la Bundesliga alemana y la Ligue 1 francesa, ocupando el primer puesto del coeficiente UEFA.Según la Federación Internacional de Historia y Estadística de Fútbol (IFFHS), es la «liga más relevante del mundo». El torneo fue considerado por la IFFHS de la FIFA como la liga más fuerte de la primera década del siglo XXI en Europa, superando a la Primera División de España y la Serie A de Italia que ocupaban el segundo y tercer lugar respectivamente.
Desde su segunda edición y hasta la temporada 2015-16 el nombre del patrocinador principal se reflejaba en su denominación oficial, siendo el último desde 2004 cuando se conocía como Barclays Premier League, circunstancia que dejó de ser así a partir de la temporada 2016-17, cuando desapareció cualquier alusión a los patrocinadores con el propósito de mantener una imagen comercial limpia. Desde entonces se conoce simplemente como Premier League.
A lo largo de su historia siete clubes han resultado campeones, siendo el Manchester United el equipo más laureado con trece campeonatos. Chelsea, Arsenal, Manchester City, Blackburn Rovers, Leicester City y Liverpool completan el resto de títulos de las veintinueve temporadas del campeonato.
Después de la temporada 2003-04, el Arsenal adquirió el apodo de "The Invincibles", ya que se convirtieron, y aún permanecen, en el único club en completar una campaña de la Premier League sin perder un solo partido.
El mayor número de puntos en una edición, con cien, fue logrado en la temporada 2017-18 por el Manchester City F.C., logrando también el récord de goles en una edición con 106 en la misma temporada.
El actual campeón es el Liverpool F.C., quien obtuvo su segundo título de Premier League, y el vigésimo título de liga de su historia, tras ganar la edición 2024-25.

## Historia

### Orígenes y antecedentes

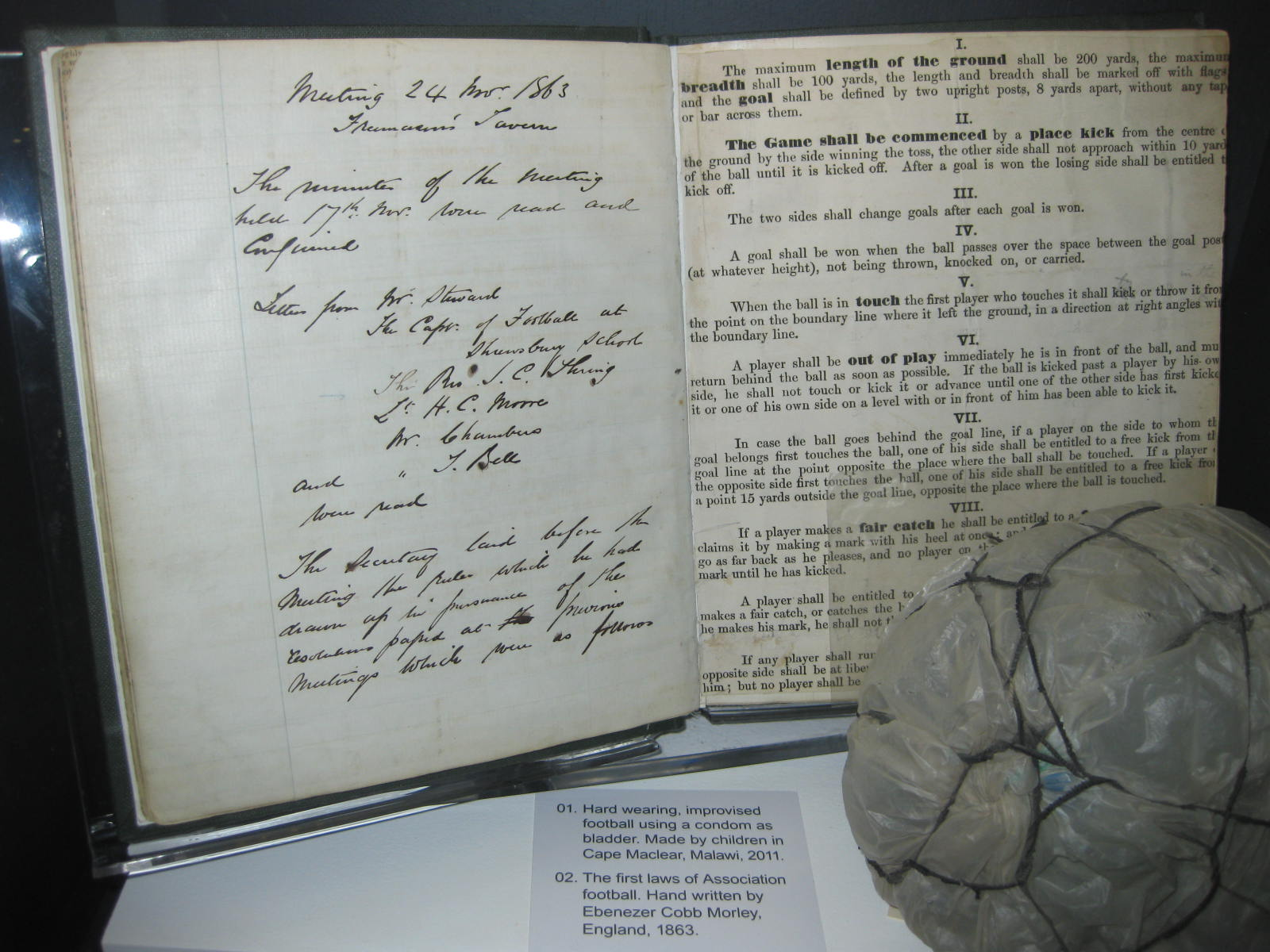
Primeras reglas del fútbol.

The Football Association (FA) estableció el punto de partida con la redacción de las trece primeras directrices tanto para la práctica como el correcto desarrollo del fútbol asociación. Bajo tales reglas se fundó la primera competición oficial de la historia, la Football Association Challenge Cup —aún vigente en la actualidad— y que fue el torneo referencia a nivel mundial.
Así perduró hasta 1880, fecha en la que se aceptó el profesionalismo en el foot-ball y que motivó que grandes clubes amateurs perdieran protagonismo y se vieran relegados, desembocando ocho años después en el que fue el primer campeonato de liga profesional inglés, la Football League.

THE FOOTBALL ASSOCIATION AND THE FIRST RULES (El fútbol asociación y las primeras reglas)
1. “El largo máximo del campo deberá ser de 200 yardas, la anchura máxima deberá ser de 100 yardas, el largo y el ancho deberán estar delimitados con banderas; y la meta será definida por dos postes verticales, separados por ocho yardas, sin ninguna cinta o barra entre ellos.
2.  Un sorteo por las metas deberá realizarse, y el juego deberá comenzar mediante una patada con balón detenido desde el centro del campo por el bando que haya perdido el sorteo por las metas; el otro lado no deberá acercarse a menos de 10 yardas del balón hasta que haya sido sacado.
3.  Después de que se consiga un gol, el bando perdedor deberá tener derecho a sacar, y los dos lados deberán cambiar metas después de que cada gol sea obtenido.
4.  Un gol deberá ser obtenido cuando el balón pase entre los postes de meta o sobre el espacio entre los postes de meta (a cualquier altura), sin haber sido lanzado, golpeado o transportado.
5.  Cuando el balón se encuentre fuera del campo, el primer jugador que lo toque deberá lanzarlo desde el punto de la línea delimitadora por donde salió del campo en una dirección en ángulo recto a la línea delimitadora, y el balón no deberá estar en juego hasta que haya tocado el suelo.
6.  Cuando un jugador haya pateado el balón, cualquiera del mismo lado que se encuentre más cerca de la línea de meta del oponente está fuera de juego, y no puede tocar el balón, ni de ningún modo impedir que lo haga otro jugador, hasta que él esté en juego; pero ningún jugador está fuera de juego cuando el balón es sacado desde detrás de la línea de meta.
7.  En caso que el balón vaya detrás de la línea de meta, si un jugador del lado al que pertenece la meta toca primero el balón, uno de su lado deberá tener derecho a un tiro libre desde la línea de meta en el punto opuesto al lugar en el que el balón deberá (sic) ser tocado. Si un jugador del lado opuesto toca primero el balón, uno de su lado deberá tener derecho a un tiro libre a la meta solamente desde un punto a 15 yardas de la línea de meta, opuesto al lugar donde el balón es tocado, con el lado opositor en la línea de meta hasta que haya realizado su tiro.
8.  Si un jugador realiza una atrapada de aire ("fair catch"), deberá tener derecho a un tiro libre, mostrando que lo reclama mediante una marca con el taco simultáneamente; y para tomar ese tiro podrá retroceder tanto como desee, y ningún jugador del lado opuesto deberá avanzar más allá de la marca hasta que él haya pateado.
9.  Ningún jugador deberá correr con el balón en la mano.
10.  Ni zancadillas ni patadas deberán ser permitidas, y ningún jugador deberá usar sus manos para sujetar o empujar a su adversario.
11.  Un jugador no deberá estar autorizado a lanzar el balón o pasarlo a otro con sus manos.
12.  Ningún jugador deberá ser autorizado a tomar el balón del suelo con sus manos bajo ninguna excusa mientras se encuentre en juego.
13.  Ningún jugador deberá ser autorizado a usar clavos salientes, placas de hierro o gutapercha (refuerzo de goma sólida) en las suelas de sus botas.”

The Football Association. 1863.

Tuvo un gran crecimiento en las islas británicas, y pronto comenzó a expandirse por otros puntos de Europa. Adoptando en estas zonas las mismas reglas y directrices era el fútbol referente en el que se fijaban todos los clubes que iban surgiendo y que a su vez conformaban sus propias competiciones y ligas. La inglesa, mucho más longeva y asentada comenzó a forjar a grandes clubes aumentando su competitividad, por lo que se hizo necesaria una primera reestructuración del campeonato para dar cabida a más clubes. Se estableció así tras fusionarse con la Football Alliance —liga surgida en 1889 entre los clubes del centro y el noroeste de Inglaterra— y conformar la Primera y la Segunda División (en inglés: First Division and Second Division). Así perduró como la máxima categoría de un sistema de ligas que fue ampliándose durante los siguientes cien años. En ella, un total de veintitrés clubes diferentes se proclamaron campeones, siendo el Liverpool Football Club el más laureado con dieciocho títulos, seguido por los diez del Arsenal Football Club, los nueve del Everton Football Club. Y los siete del Manchester United.

#### Contexto previo a la deserción
Si bien Inglaterra había sido la referencia en sus orígenes, comenzó a cambiar un rumbo deportivo que conllevó a una deserción de los clubes más importantes de Inglaterra de la First Division. Por el contrario, el fútbol europeo había pasado por buenos momentos en las décadas de 1970 y 1980, mientras que a finales de los años 1980 el balompié británico se hallaba en un momento crítico. Los estadios estaban en malas condiciones, los hooligans provocaban disturbios en los partidos y comenzaban a aumentar cada vez más en número, y los equipos de la FA no podían disputar competiciones europeas tras la tragedia de Heysel en 1985, donde murieron 39 aficionados.
La Primera División, antaño referencia, se encontraba lejos del nivel alcanzado por ligas como la Serie A de Italia o la Primera División de España en lo que se refiere a asistencias e ingresos, mientras que un número considerable de jugadores ingleses había emigrado hacia otros países. Necesitada de una nueva reestructuración a gran escala, la tendencia a decaer comenzó a revertirse paulatinamente tras las semifinales alcanzadas por la selección inglesa en la Copa Mundial de 1990. La UEFA, organismo regidor del fútbol europeo, levantó la prohibición sobre los equipos ingleses de jugar en competiciones europeas, y al año siguiente el Manchester United Football Club ganó la Copa de Clubes Campeones conocida popularmente como la Recopa de Europa. Además, el Informe Taylor sobre los estándares de seguridad que debían de tener los estadios, que propuso que todos los estadios destinaran un notable presupuesto con el cual adquirir asientos para todos los espectadores a partir de la tragedia de Hillsborough, se publicó en enero de ese año dando nuevos aires al fútbol inglés.
El tema de los ingresos económicos televisivos pasó a ser abordado con interés; la Football League había recibido solo 6,3 millones GBP por un acuerdo de dos años de duración en 1986, pero cuando el trato terminó en 1988, el precio subió a 44 millones GBP por un período de cuatro años. Las negociaciones de 1988 fueron la primera señal de una división entre los clubes; diez de ellos amenazaron con dejar la liga y formar una «súper liga», aunque al final se les persuadió de no llevar a cabo sus intenciones. Como los estadios se mejoraron y la asistencia a los partidos y las recaudaciones se incrementaron, los mejores equipos del país nuevamente consideraron dejar la Football League para capitalizar la creciente influencia del dinero que se generaba por las actividades deportivas y más .

### LaPremier League

#### Fundación de la Premier League y Dominio del Manchester United (1992-2000)
Al final de la temporada 1990-91, algunos de los clubes más influyentes propusieron establecer una nueva liga con la cual se generarían mayores ingresos. El acuerdo entre los a la postre miembros fundadores fue firmado el 17 de julio de 1991 y estableció los principios básicos para crear la Football Association Premier League. La deserción tendría independencia comercial de la Federación Inglesa y de la Football League, dándole a la Premier League la licencia para negociar sus propios acuerdos para la radiodifusión y el patrocinio. La excusa dada en ese entonces era que los ingresos adicionales permitirían a los clubes ingleses competir con otros equipos europeos.
En 1992 la totalidad de los equipos de la First Division renunciaron a la Football League y el 27 de mayo de 1992 se conformó la nueva competición en forma de compañía limitada no dependiente de la Federación, pero con sede en sus instalaciones de la época, en Lancaster Gate, contando así con su amparo y reconocimiento. Esto significó el fin de 104 años de antigüedad en que la Football League' había operado hasta entonces con cuatro divisiones; desde entonces la Premier League funcionó como una sola división, la primera, y la Football League con las tres restantes. Fue el cambio más notable, ya que se mantuvo con el mismo formato que regía entre las antiguas divisiones y con el mismo sistema de promociones.
Su primera temporada fue por tanto la campaña de 1992-93 y estuvo compuesta originalmente de los 22 clubes disidentes. Dichos miembros inaugurales de la nueva liga fueron: el Arsenal Football Club, el Aston Villa Football Club, el Chelsea Football Club, el Coventry City Football Club, el Crystal Palace Football Club, el Everton Football Club, el Liverpool Football Club, el Manchester City Football Club, el Manchester United Football Club, el Nottingham Forest Football Club, el Leeds United Association Football Club, el Oldham Athletic Association Football Club, el Queens Park Rangers Football Club, el Sheffield United Football Club, el Norwich City Football Club, el Sheffield Wednesday Football Club, el Southampton Football Club, el Tottenham Hotspur Football Club, el Wimbledon Football Club, y los tres ascendidos, el Ipswich Town Football Club, el Middlesbrough Football Club y el Blackburn Rovers Football Club. Por el contrario, los equipos de Luton Town Football Club, el del Notts County Football Club y del West Ham United Football Club fueron los tres equipos relegados de la antigua First Division al término de la temporada 1991-92, por lo que no participaron en esta temporada inaugural.
El primer gol en la historia de la liga lo anotó Brian Deane, del Sheffield United Football Club, en un partido ganado por su escuadra 2-1 contra la del Manchester United Football Club, quien se proclamó vencedor de esta primera edición, sumando su título número ocho como campeón inglés y situarse como el cuarto club más laureado en la competición liguera. Fue uno de los encuentros que inauguraron la competición el 15 de agosto. Otra de las novedades fue la de procurar repartir los partidos lo más posible en el calendario atendiendo a las necesidades de los clubes, siempre y cuando estuviese aprobado por sus miembros, favoreciendo recíprocamente a la competición y al mercado.
Si bien no fue casi plausible, se vio un aumento en los registros goleadores así como en los asistentes a los estadios. Esta última vino debido al citado Informe Taylor elaborado por el gobierno en el que todas las localidades debían ser de asiento, provocando tras la consiguiente pérdida de aforo que muchos clubes remodelasen sus estadios para darles mayor capacidad. La medida eso sí contrajo contravenidas como el aumento del precio de las entradas o la petición de préstamos para acometer dichas obras, que sin embargo fueron subsanadas debido a los emolumentos económicos por los patrocinios y acuerdos audiovisuales.
Cabe destacar que desde esta primera edición, el reparto lucrativo estuvo repartido de manera más equitativa entre los participantes, permitiendo que exista en la medida de lo posible la mayor igualdad entre todos. Circunstancia que se mantuvo y es en la actualidad uno de los principales motivos por la que es considerada como una de las ligas más competitivas y disputadas del mundo. Pese a ello, uno de los más beneficiados con el nuevo torneo fue el Manchester United, club que se proclamó campeón en cuatro de las cinco primeras ediciones. Algo reseñable ya que antes de ganar el título de 1993 hacía veintiséis años que no vencía el campeonato de liga, y pasó a ser el segundo club de Inglaterra en cuanto a palmarés, por detrás del Liverpool, dominador histórico. Curiosamente, fue el caso contrario siendo el club más perjudicado, ya que desde que se estableció la Premier League el club de Merseyside no fue capaz de salir campeón hasta la temporada 2019-20. El éxito de «los diablos rojos» sin embargo estuvo respaldado por sus integrantes, que terminaron por ser históricos tanto del club como de la competición. Liderados por Alex Ferguson, Éric Cantona, Mark Hughes, Peter Schmeichel o Ryan Giggs convirtieron al club en el referente inglés.
Entre las excepciones estuvo el Blackburn Rovers Football Club, quien gracias a la aportación goleadora de su máximo exponente, Alan Shearer, se proclamó vencedor en la temporada 1994-95 rompiendo la supremacía de los de Mánchester. El jugador, oriundo de Newcastle, terminó por fichar por el club de su ciudad el Newcastle United Football Club tras no poder repetir el éxito liguero la temporada posterior y ser una de las estrellas de la liga bajo un traspaso récord.
La fórmula abrió mucho el campeonato, siendo un total de ocho equipos diferentes los que alguna vez accedieron a los tres primeros puestos en esos cinco primeros años. Fue la seña característica del campeonato antes de que se viese frenada por la economía que acumularon algunos clubes que hicieron que en especial desde la temporada 1999-00 fuese dominada por el denominado «Big Four».

#### Dominio del 'Big Four' y Amenazas a la Competitividad (2001-2008)
| 1999-00 | 2  | 5 | 4 | 1  |
| 2000-01 | 2  | 6 | 3 | 1  |
| 2001-02 | 1  | 6 | 2 | 3  |
| 2002-03 | 2  | 4 | 5 | 1  |
| 2003-04 | 1  | 2 | 4 | 3  |
| 2004-05 | 2  | 1 | 5 | 3  |
| 2005-06 | 4  | 1 | 3 | 2  |
| 2006-07 | 4  | 2 | 3 | 1  |
| 2007-08 | 3  | 2 | 4 | 1  |
| 2008-09 | 4  | 3 | 2 | 1  |
| 2009-10 | 3  | 1 | 7 | 2  |
| Top four | 11 | 8 | 8 | 11 |
| Campeones de la liga Fase de grupos de la Liga de Campeones Ronda de play-off de la Liga de Campeones Liga de Europa |    |   |   |    |

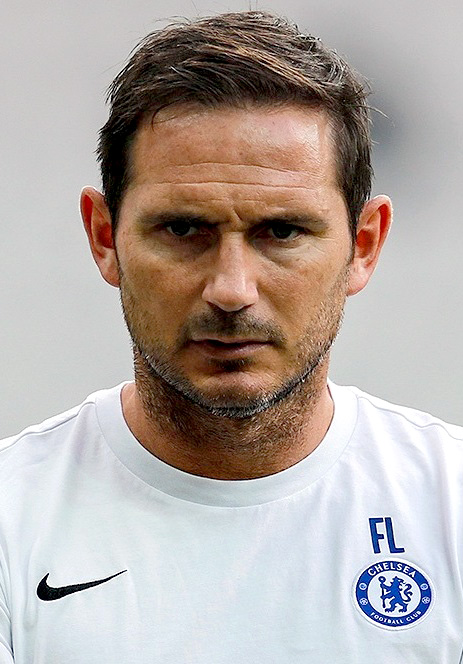
Frank Lampard es considerado uno de los mediocampistas más completos y prolíficos de la Premier League, habiendo marcado más goles que cualquier otro centrocampista en la historia de la competición.

En la década de 2000, el Liverpool se alzó junto a los "Big 2", seguido por el Chelsea, que finalmente rompió el duopolio Arsenal-Man United al ganar la liga en 2004-05. El dominio de los llamados "Big Four" clubes -Arsenal, Chelsea, Liverpool y Manchester United- los vio terminar en lo más alto de la tabla durante la mayor parte de la década, lo que les garantizó la clasificación para la Liga de Campeones de la UEFA. Solo otros dos clubes lograron clasificarse para la competencia durante este período: Newcastle United (2001-02 y 2002-03) y Everton (2004-05), cada uno ocupando la última plaza de la Liga de Campeones, con la excepción del Newcastle en la temporada 2002-03, que terminó tercero.
Después de la temporada 2003-04, el Arsenal adquirió el apodo de "Los Invencibles" al convertirse en el primer y, hasta la fecha, único club en completar una campaña de la Premier League sin perder un solo partido.
La circunstancia de la competición a mediados de la década de 2000 del dominio de los clubes que conformaban el denominado «Big Four» —cuyos clubes eran Arsenal Football Club, Chelsea Football Club, Liverpool Football Club y Manchester United Football Club—, añadió un nuevo pero relativo interés, ya que a pesar de que se ensalzó la rivalidad entre los citados clubes grandes, se distanció la competitividad con el resto de integrantes de la liga. Durante esta década, y particularmente de 2002 a 2009, estos clubes ocuparon los cuatro primeros lugares de la clasificación, y obteniendo los accesos a la Liga de Campeones de la UEFA que les reportaron aún mayores beneficios. En mayo de 2008, Kevin Keegan —entonces entrenador del Newcastle United Football Club— afirmó que este dominio podía representar una amenaza para la liga a riesgo de convertirse en una de las más aburridas, pero de las más grandes del mundo.
Entre 2005 y 2008, hubo un representante de la Premier League en siete de las ocho finales de la Liga de Campeones, y solo los clubes de los "Cuatro Grandes" llegaron a esa etapa. Liverpool (2005) y Manchester United (2008) ganaron la competición durante este período, mientras que Arsenal (2006), Liverpool (2007) y Chelsea (2008) perdieron finales de la Liga de Campeones. El Leeds United fue el único equipo que no formaba parte de los "Cuatro Grandes" en alcanzar las semifinales de la Liga de Campeones, en la temporada 2000-01. Hubo tres equipos de la Premier League en las semifinales de la Liga de Campeones en 2006-07 y 2007-08, una hazaña que solo se logró cinco veces (junto con la Serie A en 2002-03 y La Liga en 1999-2000).
Además, entre las temporadas 1999-2000 y 2007-08, tres equipos de la Premier League llegaron a la final de la Copa de la UEFA o de la Europa League, y solo el Liverpool logró ganar la competición en 2001. Arsenal (2000) y Middlesbrough (2006) perdieron sus finales.
Aunque el dominio del grupo se redujo en cierta medida después de este período con la aparición del Manchester City y el Tottenham, en términos de puntos de la Premier League de todos los tiempos ganados, siguen estando claros por cierto margen. También son los únicos equipos que mantienen un promedio de victorias de más del 50% a lo largo de toda su trayectoria en la Premier League.

#### Expansión del 'Big Four' a 'Big Six' y el Milagro del Leicester (2009-2016)
| Temp.    | ARS | CHE | LIV | MCI | MUN | TOT |
| -------- | --- | --- | --- | --- | --- | --- |
| 2010-11  | 4   | 2   | 6   | 3   | 1   | 5   |
| 2011-12  | 3   | 6   | 8   | 1   | 2   | 4   |
| 2012-13  | 4   | 3   | 7   | 2   | 1   | 5   |
| 2013-14  | 4   | 3   | 2   | 1   | 7   | 6   |
| 2014-15  | 3   | 1   | 6   | 2   | 4   | 5   |
| 2015-16  | 2   | 10  | 8   | 4   | 5   | 3   |
| 2016-17  | 5   | 1   | 4   | 3   | 6   | 2   |
| 2017-18  | 6   | 5   | 4   | 1   | 2   | 3   |
| 2018-19  | 5   | 3   | 2   | 1   | 6   | 4   |
| 2019-20  | 8   | 4   | 1   | 2   | 3   | 6   |
| Top four | 6   | 7   | 5   | 10  | 6   | 5   |
| Top six  | 9   | 9   | 7   | 10  | 9   | 10  |

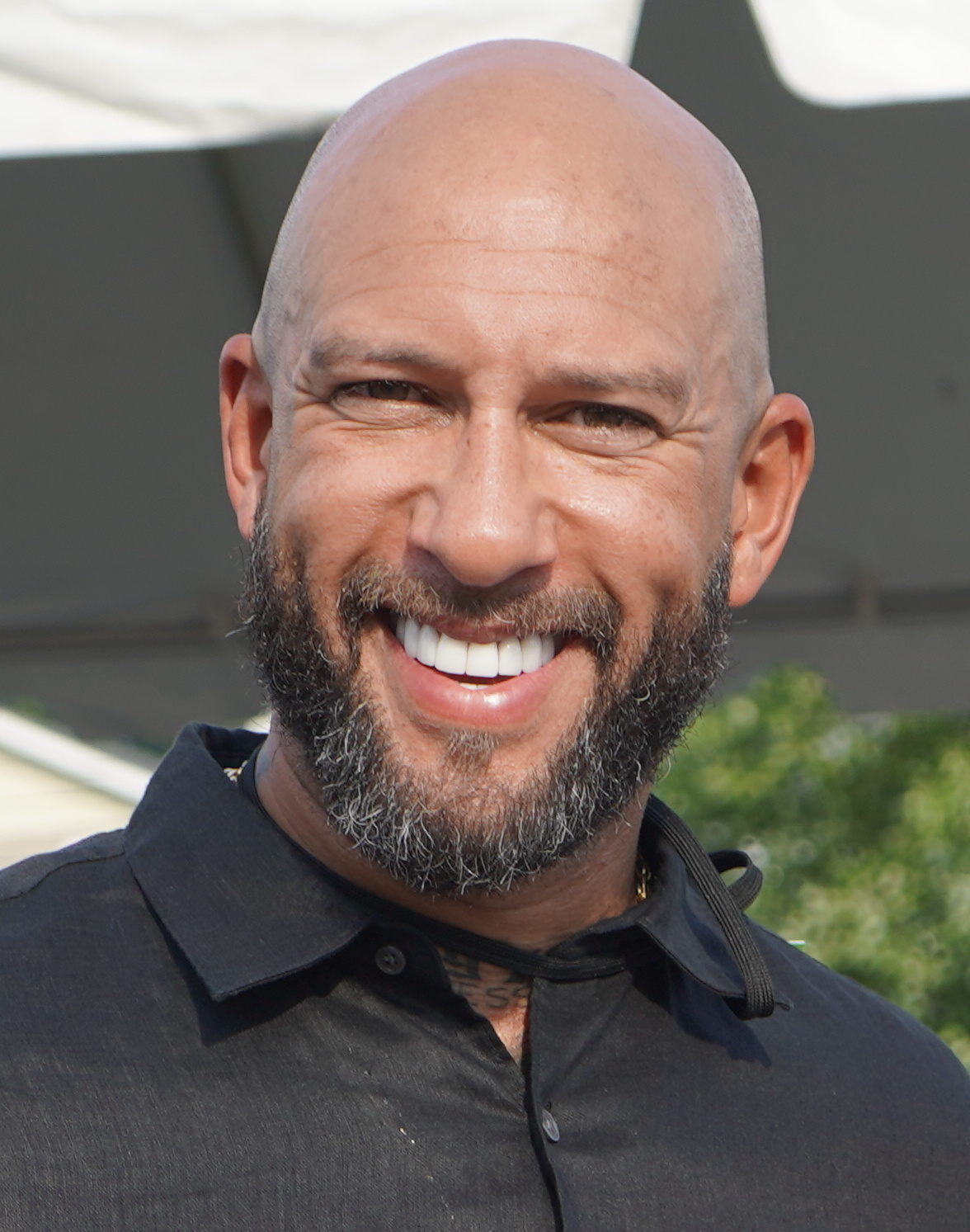
Tim Howard es considerado uno de los mejores porteros estadounidenses en la historia de la Premier League, destacándose por su consistencia y contribuciones tanto en Everton como en Manchester United.

Los años siguientes a 2009 marcaron un cambio en la estructura del «Big Four» con Tottenham Hotspur y Manchester City entrando en los cuatro primeros puestos de forma regular, agrandando a los «Big Four» en «Big Six». En la temporada 2009-10, Tottenham terminó cuarto y se convirtió en el primer equipo en romper entre los cuatro primeros desde que lo hiciera el Everton cinco años antes. Las críticas a la brecha entre el grupo de élite de «súper clubes» y la mayoría de la Premier League siguieron existiendo, sin embargo, debido a su creciente capacidad para gastar más que los otros clubes de la Premier League. Los registros empeoraron la situación al aportarles una mayor capacidad para invertir en fichajes en comparación al resto, lo que les permitió conformar plantillas más competitivas.
Paralelamente, se produjo la entrada de grandes inversores extranjeros, quienes comprando las acciones de diferentes clubes provocaron la entrada de nuevas sumas que amenazaban con toda competitividad. Debido a ello, la UEFA, previendo una situación cada vez más integrada en el fútbol inglés pero que también se extendía por el resto de Europa, implantó la normativa del Fair Play Financiero. Una medida económica de restricciones económicas a cumplir por todos los clubes adscritos para evitar que los de mayor poder adquisitivo hiciesen insalvables sus ya manifiestas superioridades. Uno de estos clubes beneficiados por la entrada de capital extranjero fue el Manchester City, quién ganó el título en la temporada 2011-12, convirtiéndose en el primer club fuera de los «Big Four» en lograrlo desde el Blackburn Rovers en la temporada 1994-95. Esa temporada también vio a dos de los «Big Four» (Chelsea y Liverpool) terminar fuera de los cuatro primeros lugares por primera vez desde esa nombrada temporada.
Con solo cuatro plazas de clasificación para la Liga de Campeones de la UEFA disponibles en la liga, empezó a existir una mayor competencia por la clasificación, aunque a partir de una reducida base de seis clubes. En las cinco temporadas siguientes a la campaña 2011-12, Manchester United y Liverpool se encontraron fuera de los cuatro primeros tres veces, mientras que Chelsea terminó décimo en la 2015-16. El Arsenal terminó quinto en 2016-17, poniendo fin a su racha récord de 20 resultados consecutivos entre los cuatro primeros.
Los títulos seguían cayendo del lado de los clubes grandes hasta se produjo contra todo pronóstico el conocido como «Milagro de Leicester» en la temporada 2015-16. Sin haber sido habitual de la categoría —habiendo ascendido apenas dos años antes y logrando una milagrosa salvación a poco de finalizar la temporada 2014-15— nada hacía prever que el Leicester City se proclamase vencedor. Fue además la primera vez en su historia que lograba el título liguero, convirtiéndose en el sexto club campeón de la Premier League.

#### Dominio de los "Seis Grandes" y Eventos Significativos (2017-actualidad)
| Club              | Los 6 primeros puestos |
| ----------------- | ---------------------- |
| Manchester City   | 10                     |
| Tottenham Hotspur | 10                     |
| Arsenal           | 10                     |
| Chelsea           | 9                      |
| Manchester United | 9                      |
| Liverpool         | 6                      |
| Everton           | 2                      |
| Leicester City    | 1                      |
| Newcastle United  | 1                      |
| Southampton       | 1                      |
| Aston Villa       | 1                      |

| Temp.                                                                  | ARS | CHE | LIV | MCI | MUN | TOT |
| ---------------------------------------------------------------------- | --- | --- | --- | --- | --- | --- |
| 2019–20                                                                | 8   | 4   | 1   | 2   | 3   | 6   |
| 2020–21                                                                | 8   | 4   | 3   | 1   | 2   | 7   |
| 2021–22                                                                | 5   | 3   | 2   | 1   | 6   | 4   |
| 2022–23                                                                | 2   | 12  | 5   | 1   | 3   | 8   |
| 2023–24                                                                | 2   | 6   | 3   | 1   | 8   | 5   |
| 2024–25                                                                | 2   | 5*  | 1   | 3*  | 16  | 17  |
| Top four                                                               | 2   | 3   | 4   | 5   | 3   | 1   |
| Top six                                                                | 3   | 4   | 5   | 5   | 4   | 3   |
| Campeones de la liga Liga de Campeones Europa League Conference League |     |     |     |     |     |     |

| Club                   | Los 6 primeros puestos |
| ---------------------- | ---------------------- |
| Liverpool              | 5                      |
| Manchester City        | 5                      |
| Manchester United      | 4                      |
| Chelsea                | 4                      |
| Arsenal                | 3                      |
| Tottenham Hotspur      | 3                      |
| Leicester City         | 2                      |
| Aston Villa            | 1                      |
| Brighton & Hove Albion | 1                      |
| Newcastle United       | 1                      |
| West Ham United        | 1                      |

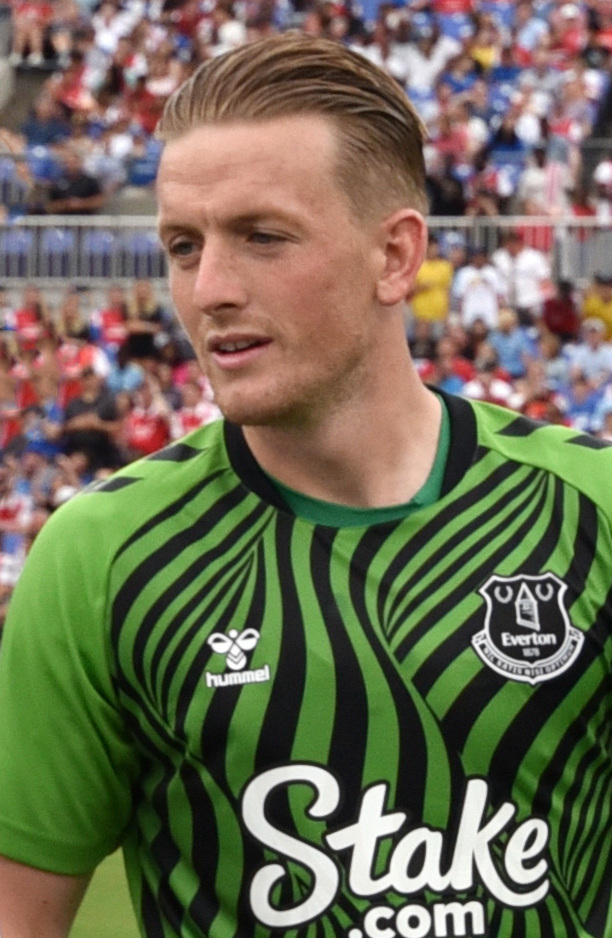
Jordan Pickford es crucial para la Premier League y la selección inglesa, destacándose por sus paradas decisivas y su consistencia como portero.

En el informe de Deloitte de 2019, los “Seis Grandes” estaban entre los diez clubes más ricos del mundo.
A partir de la temporada 2019-20, se utilizaron árbitros asistentes de video en la liga. En esa temporada, el Liverpool ganó su primer trofeo de la Premier League, su primer trofeo de la máxima categoría en 30 años.
El Proyecto Big Picture se anunció en octubre de 2020 y describía un plan para reunir a los principales clubes de la Premier League con la Liga de Fútbol Inglesa, propuesto por los principales clubes de la Premier League, Manchester United y Liverpool. Ha sido criticado por la dirección de la Premier League y el Departamento de Cultura, Medios de Comunicación y Deportes del gobierno del Reino Unido.
El 26 de abril de 2021, se detuvo el partido entre Leicester City y Crystal Palace para permitir que los jugadores Wesley Fofana y Cheikhou Kouyaté rompieran el ayuno del Ramadán. Se cree que es la primera vez en la historia de la Premier League que se detuvo un partido para permitir que los jugadores musulmanes comieran y bebieran después de la puesta del sol de acuerdo con las reglas de la fe.
La temporada 2022-23 fue la primera en tomar un descanso de seis semanas entre noviembre y diciembre de 2022 para permitir la primera Copa del Mundo de invierno, con un regreso para los partidos del Boxing Day. Los jugadores de la Premier League decidieron arrodillarse en "momentos significativos" seleccionados. Aseguraron "seguir firmemente comprometidos con la erradicación de los prejuicios raciales". Esa temporada fue notable porque Newcastle United y Brighton & Hove Albion rompieron la tradicional "Grand Six" al terminar cuarto y sexto, respectivamente, mientras que los equipos de la "Grand Six", Tottenham y Chelsea, terminaron octavo y duodécimo. Mientras tanto, el campeón de 2015-16, Leicester City, descendió, convirtiéndose en el segundo club ganador de la liga en sufrir el descenso desde 1992, después del Blackburn Rovers en la temporada 2011-12.
En la temporada 2023-24, el Manchester City ganó la Premier League por sexta vez en siete años y se convirtió en el primer equipo de primera división en ganar cuatro títulos de liga consecutivos en la historia del fútbol inglés. Mientras tanto, el Aston Villa, un club que no pertenece a los seis grandes, terminó cuarto y se clasificó para la UEFA Champions League 2024-25.

## Participantes

### Formato
Al término de la temporada 2011-12, ha habido 20 temporadas completas de la Premier League. Ante la insistencia de la FIFA, el organismo rector a nivel internacional del fútbol, de que las ligas regionales debían reducir el número de clubes que participan en ellas, la cifra de participantes disminuyó a 20 en 1995 tras el descenso de cuatro equipos contra el ascenso de solamente dos. El 8 de junio de 2006, la FIFA le solicitó a todas las principales ligas europeas, entre ellas se incluyeron la Serie A de Italia y la liga española, que se redujeran a 18 equipos para la temporada 2007-08. A pesar de ello, la Premier League manifestó su inconformidad con llevar a cabo otra reducción en la cifra de participantes. Al final, en la temporada 2007-08 participaron 20 equipos. En 2007, la liga cambió su nombre de «FA Premier League» a simplemente «Premier League». El club galés Swansea City ascendió a la Premier League en la temporada 2011-12, convirtiéndose en el primer equipo no inglés en competir en esta liga. El 20 de agosto de 2011, se disputó el primer partido de la liga fuera de Inglaterra entre Swansea City y Wigan Athletic en el Liberty Stadium ubicado en Swansea, Gales. Un segundo equipo de Gales (Cardiff City) ascendió en la temporada 2013-14, pero descendió al final de dicha temporada.

### Temporada 2024-25
| Arsenal                                   | Londres         | Mikel Arteta        | Martin Ødegaard  | Emirates Stadium            | 60 260 |
| Aston Villa                               | Birmingham      | Unai Emery          | John McGinn      | Villa Park                  | 42 000 |
| Bournemouth                               | Bournemouth     | Andoni Iraola       | Neto             | Dean Court                  | 12 000 |
| Brentford                                 | Londres         | Thomas Frank        | Pontus Jansson   | Brentford Community Stadium | 17 250 |
| Brighton & Hove Albion                    | Brighton & Hove | Fabian Hürzeler     | Lewis Dunk       | The Amex Stadium            | 30 666 |
| Chelsea                                   | Londres         | Enzo Maresca        | Reece James      | Stamford Bridge             | 41 631 |
| Crystal Palace                            | Londres         | Oliver Glasner      | Joel Ward        | Selhurst Park               | 26 047 |
| Everton                                   | Liverpool       | Sean Dyche          | Seamus Coleman   | Goodison Park               | 39 221 |
| Fulham                                    | Londres         | Marco Silva         | Tom Cairney      | Craven Cottage              | 25 700 |
| Ipswich Town                              | Ipswich         | Kieran McKenna      | Sam Morsy        | Portman Road                | 30 311 |
| Leicester City                            | Leicester       | Ruud Van Nistelrooy | Jamie Vardy      | King Power Stadium          | 32 261 |
| Liverpool                                 | Liverpool       | Arne Slot           | Virgil van Dijk  | Anfield                     | 54 074 |
| Manchester City                           | Mánchester      | Pep Guardiola       | Kyle Walker      | Etihad Stadium              | 55 017 |
| Manchester United                         | Mánchester      | Ruben Amorim        | Bruno Fernandes  | Old Trafford                | 74 994 |
| Newcastle United                          | Newcastle       | Eddie Howe          | Jamaal Lascelles | St James' Park              | 52 354 |
| Nottingham Forest                         | Nottingham      | Nuno Espírito Santo | Ryan Yates       | City Ground                 | 30 445 |
| Southampton                               | Southampton     | Ivan Juric          | Jack Stephens    | St Mary's Stadium           | 32 505 |
| Tottenham Hotspur                         | Londres         | Ange Postecoglou    | Son Heung-Min    | Tottenham Hotspur Stadium   | 62 062 |
| West Ham United                           | Londres         | Graham Potter       | Kurt Zouma       | London Stadium              | 60 000 |
| Wolverhampton Wanderers                   | Wolverhampton   | Vítor Pereira       | Max Kilman       | Molineux Stadium            | 32 050 |
| Datos actualizados al 16 de enero de 2025 |                 |                     |                  |                             |        |

Tras el descenso a la Segunda División del Aston Villa Football Club la temporada 2015-16 se redujo a seis los equipos que han disputado todas las ediciones de la Premier League desde su instauración en 1992.
Para la edición 2017-18 el Huddersfield Town Football Club y el Brighton & Hove Albion Football Club debutaron en la competición, siendo la quinta vez en su historia en la máxima categoría del fútbol inglés para los brightonianos.
En el cómputo global de todas las ediciones históricas de la Primera División, el Everton Football Club suma con esta su participación número 116, siendo el club que más veces ha disputado la máxima categoría. De los contendientes le siguen las 104 presencias del Liverpool Football Club y las 102 logradas por el Arsenal Football Club.

## Estructura corporativa
La Premier League opera como una empresa y es propiedad de los 20 clubes que la conforman. Cada club es un accionista, y por lo tanto cada uno tiene un voto en cuestiones relacionadas con cambios en el reglamento así como en los contratos. Los clubes eligen a un presidente, a un director y a una junta directiva que en conjunto se dedican a supervisar las operaciones diarias de la liga. El actual presidente es Dave Richards, electo en abril de 1999, mientras que el director es Richard Scudamore, quien asumió el cargo el noviembre de ese mismo año. El presidente y el director anteriores, John Quinton y Peter Leaver, se vieron obligados a renunciar en marzo de 1999 tras adjudicar contratos de consultoría a los exejecutivos de Sky Sam Chisholm y David Chance. La Football Association no está directamente involucrada en las operaciones diarias de la liga, aunque tiene un poder de veto al ser un accionista especial durante las elecciones del presidente y del secretario así como en los momentos cuando se adoptan nuevas reglas.
La Premier League envía a representantes a la Asociación de Clubes Europeos de la UEFA; el número de clubes y los clubes en sí son elegidos de acuerdo a los coeficientes UEFA. Para la temporada 2010-11, la Premier League contaba con diez representantes en la Asociación. La Asociación de Clubes Europeos es a su vez el organismo responsable de elegir a tres miembros para que formen parte del Comité de Competiciones de Clubes de la UEFA, el cual participa en las operaciones de las competiciones de la UEFA tales como la Champions y la Liga Europea.

## Sistema de competición
Administrada y Controlada por la Asociación de Fútbol de Inglaterra, hay 20 equipos en la Premier League. Durante cada temporada (desde agosto hasta mayo) cada equipo se enfrenta dos veces con el resto (un sistema doble de todos contra todos), una vez en su estadio y otra en el de sus contrincantes, para un total de 38 partidos por cada equipo. El reparto de puntos es simple: 3 para el equipo que gana un partido, 1 para cada equipo si empatan y ningún punto para el equipo que pierde. Los equipos se van clasificando de acuerdo al puntaje obtenido, además de la diferencia de goles, y los goles marcados. Al final de cada temporada, el club con la mayor cantidad de puntos es el campeón de la liga. En caso de que dos o más clubes obtengan el mismo puntaje, la diferencia de goles así como los goles a favor determinan al ganador. Si aún después de esto no se pudiese elegir al ganador, esos equipos serían declarados campeones de la Premier League. Si hay un empate para el descenso o para clasificarse a otras competiciones, se lleva a cabo un partido play off en una sede neutral para decidir la clasificación definitivo. Los tres últimos equipos de la clasificación descienden a la Football League Championship y son sustituidos por los dos mejores de la Football League Championship, junto al ganador de un sistema de play off que se juega entre las posiciones tercera, cuarta, quinta y sexta de esa misma división.

### Clasificación a competiciones europeas

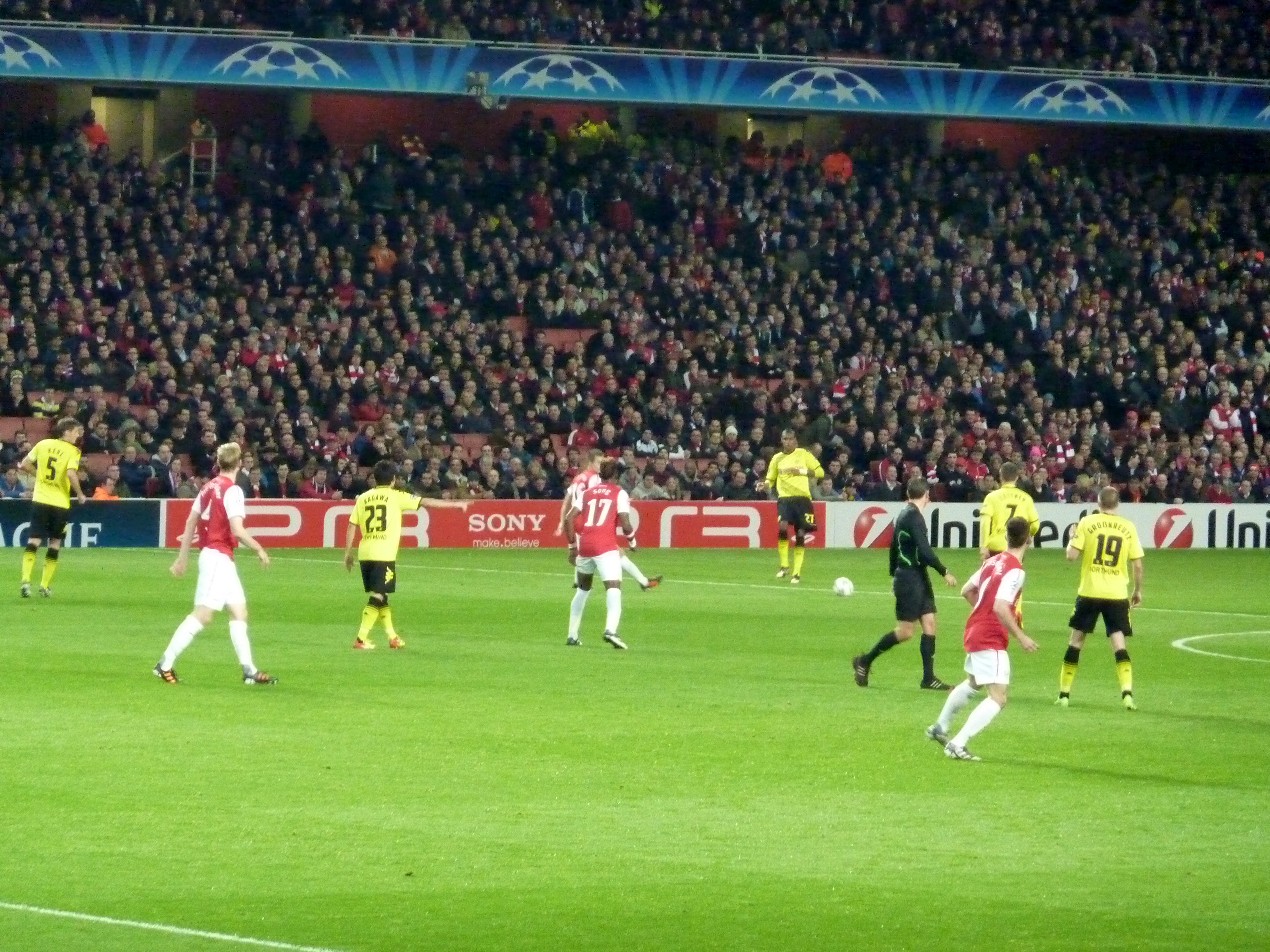
Partido del Arsenal Football Club en la Champions League (2011).

A partir de los cambios hechos en el sistema de clasificación en la temporada 2009-10 de la Champions, los cuatro primeros lugares de la Premier League se clasifican para la Liga de Campeones de la UEFA (los tres primeros entran directamente a la fase de grupos y el cuarto a la cuarta ronda de clasificación donde debe ganar una doble eliminatoria para entrar a la fase de grupos). Anteriormente, solo los dos primeros lugares se clasificaban automáticamente. A su vez, el quinto lugar se clasifica para la fase de grupos de la UEFA Europa League. El sexto y el séptimo también pueden clasificarse, dependiendo de lo que pase en las dos competiciones de copa, la FA cup y la Copa de la Liga. Si el campeón de la FA Cup finaliza entre los cinco primeros, la plaza en Copa de la UEFA iría para el sexto lugar de la Premier League. Si la Copa de la Liga la gana un equipo que ya se ha clasificado a una competición europea, el lugar del ganador de la Copa de la Liga va hacia el equipo mejor clasificado que no se haya clasificado a Europa. Asimismo, un lugar más para la UEFA Europa League se halla disponible por medio de la iniciativa de fair play de la UEFA. Si la Premier League tiene uno de los tres rankings de fair play más altos en Europa, el equipo mejor clasificado en ese ranking (que no se haya clasificado ya) se clasifica automáticamente a la primera ronda de clasificación de la UEFA Europa League.
En 2005 ocurrió una excepción al sistema tradicional de clasificación para Europa después de que el Liverpool ganara la Champions un año antes, pero no finalizara en un puesto Champions en la Premier League. Por lo tanto, la UEFA le permitió al Liverpool participar en la Champions, con lo cual Inglaterra tuvo a cinco equipos clasificados durante esa temporada. La UEFA finalmente estableció que los vigentes campeones se clasificaran automáticamente a la Champions del año siguiente sin importar su posición en la Premier League. No obstante, para aquellas ligas que poseen cuatro clasificaciones para la Champions, esto significa que si el ganador de la Champions no logra estar en el puesto Champions de su liga, este se clasificará entonces a expensas del cuarto lugar de la liga. Cabe señalar que ninguna asociación puede tener más de cuatro lugares en cada Champions.
En 2007, la Premier League se convirtió en la liga europea mejor clasificada según el desempeño de los equipos ingleses en competiciones europeas a lo largo de un período de cinco años. Esto significó el fin de una era de ocho años dominada por la liga española. Las tres mejores ligas en Europa tienen permitido clasificar a cuatro de sus equipos a la Champions. Michel Platini, el presidente de la UEFA, había propuesto que uno de los lugares correspondientes a las tres mejores ligas fuese para los ganadores de la copa nacional. Sin embargo, su propuesta fue rechazada en un voto ejercido durante un encuentro del UEFA Strategy Council. En esa misma reunión se accedió que el tercer equipo en las cuatro mejores ligas se clasificaría automáticamente a la fase de grupos de la Champions, en vez de entrar a la tercera ronda de clasificaciones, mientras que el cuarto lugar entraría a la ronda de play off, con lo que se garantizaría un oponente de una de las quince mejores ligas europeas. Esto último formaba parte de la propuesta original de Platini consistente en incrementar el número de equipos que se clasificaba directamente a la fase de grupos, además de aumentar de forma simultánea la cantidad de clubes provenientes de asociaciones con menor ranking en la fase de grupos.

### Trofeo

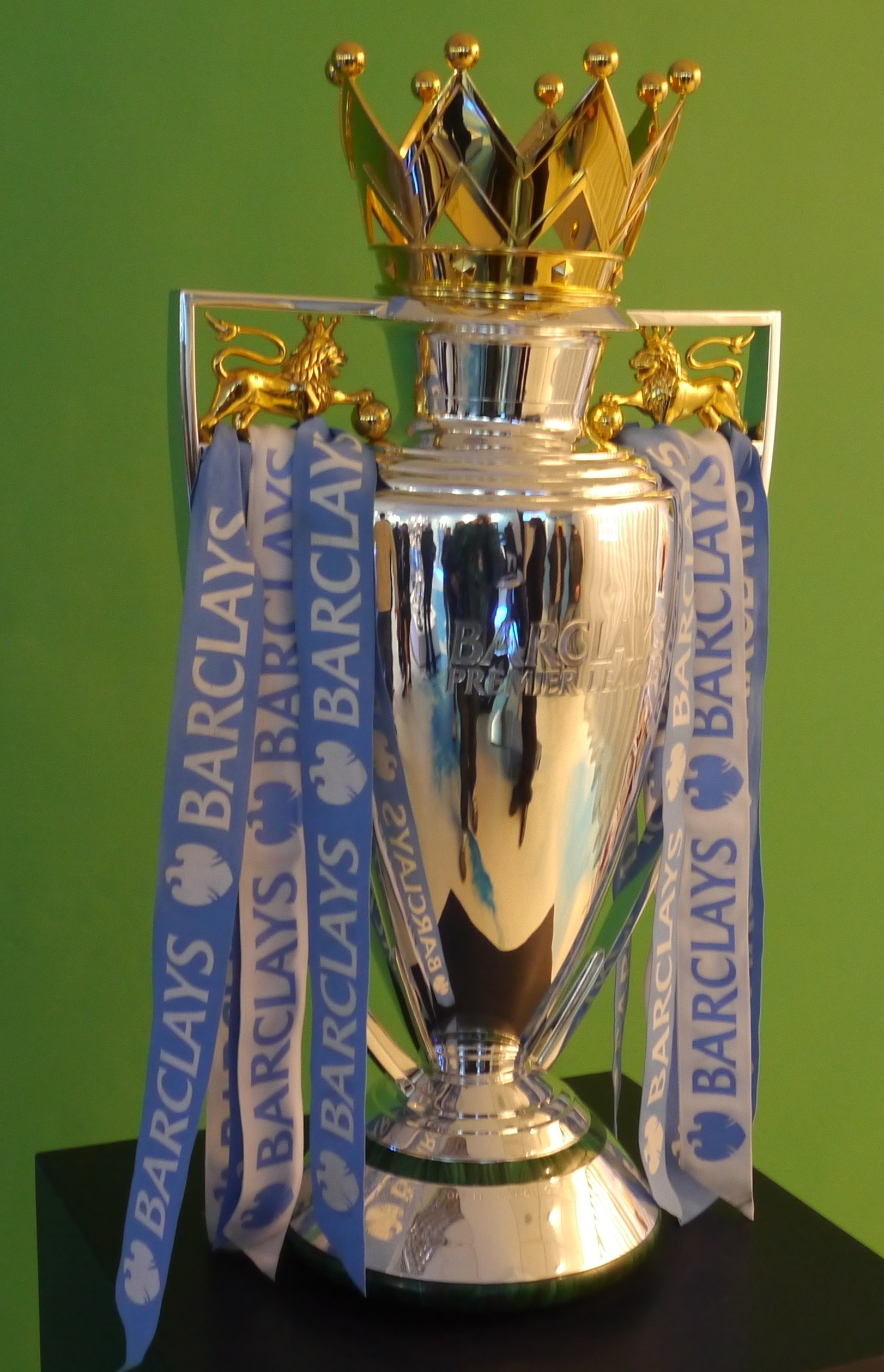
Trofeo de la Premier League

Royal Jewellers Garrard & Co|Asprey of London creó el trofeo actual de la Premier League. Este pesa 4 stones (25 kg), tiene una altura de 30 pulgadas (76 cm), una anchura de 17 pulgadas (43 cm) y una profundidad de 9,8 pulgadas (25 cm). Su cuerpo principal es de plata genuina y de plata dorada, mientras que su pedestal está hecho de malaquita, una piedra semipreciosa. El pedestal tiene una franja plateada alrededor de su circunferencia, en la cual se hallan escritos los nombres de los clubes que han ganado la liga desde su aparición en 1992. El color verde de la malaquita también es para simbolizar el campo de juego de cada estadio donde se disputan los partidos. El diseño del trofeo se halla inspirado en la heráldica de los Tres Leones que está asociada con el fútbol inglés. Dos de los leones se hallan a cada uno de los lados superiores del trofeo, mientras que el tercero es simbolizado por el capitán del equipo campeón cuando levanta la copa. La corona dorada sirve para coronar al nuevo campeón al final de cada temporada. En 2004, se creó una versión especial de oro del trofeo para conmemorar la temporada en que el Arsenal obtuvo el título sin haber sido derrotado en ningún solo juego.

## Historial
Para un mejor detalle de cada edición y sus campeones históricos véase Historial de la Primera División de Inglaterra
Para la competición homóloga anterior véase Football League First Division.
A pesar de que 49 equipos diferentes han disputado la Premier League a lo largo de su historia, hasta ahora solo han sido capaces de ganar el torneo siete clubes: Manchester United, en trece ocasiones; Manchester City, en ocho; Chelsea, en cinco; Arsenal, en tres; y Blackburn Rovers, Leicester City y Liverpool en una ocasión.
Aun así, en las últimas 25 temporadas (1996-1997), dos equipos han acaparado los campeonatos en 15 ocasiones (Manchester United y Chelsea) sin embargo en los últimos años esta hegemonía de dos clubes es superada por otras grandes ligas europeas en las últimas 25 temporadas encontrándose entre ellos: la Serie A, donde la Juventus y el Inter han conquistado 19 títulos de 25; la liga española, donde el Real Madrid y el Barcelona han conquistado 20 títulos de 25; la Eredivisie, donde el P. S. V. y el Ajax se han repartido 20 de 25 tìtulos; la Bundesliga, donde el Bayern y el Borussia Dortmund se han repartido 21 de 25 temporadas; la Liga portuguesa, donde los equipos Benfica y Oporto han sido campeones en 21 de los últimos 25 años; y la liga escocesa, donde el Celtic y el Rangers se han repartido los 25 últimos títulos. Otras ligas que también tienen una alta hegemonía de dos clubes son Grecia, Ucrania o Bélgica.
| Temporada                                    | Campeón                             | Subcampeón                          | Tercero                             | Notas |
| Football Association Premier League          | Football Association Premier League | Football Association Premier League | Football Association Premier League | Football Association Premier League                                                                               |
| -------------------------------------------- | ----------------------------------- | ----------------------------------- | ----------------------------------- | --- |
| 1992-93                                      | Manchester United F. C.             | Aston Villa F. C.                   | Norwich City F. C.                  | Primer campeonato tras la escisión.                                                                               |
| Football Association Carling Premiership     |                                     |                                     |                                     | |
| 1993-94                                      | Manchester United F. C.             | Blackburn Rovers F. C.              | Newcastle United F. C.              | Campeón del doblete.                                                                                              |
| 1994-95                                      | Blackburn Rovers F. C. (1)          | Manchester United F. C.             | Nottingham Forest F. C.             | |
| 1995-96                                      | Manchester United F. C.             | Newcastle United F. C.              | Liverpool F. C.                     | Campeón del doblete. Liga reducida a 20 equipos.                                                                  |
| 1996-97                                      | Manchester United F. C.             | Newcastle United F. C.              | Arsenal F. C.                       | |
| 1997-98                                      | Arsenal F. C.                       | Manchester United F. C.             | Liverpool F. C.                     | Campeón del doblete.                                                                                              |
| 1998-99                                      | Manchester United F. C.             | Arsenal F. C.                       | Chelsea F. C.                       | Campeón del triplete.                                                                                             |
| 1999-00                                      | Manchester United F. C.             | Arsenal F. C.                       | Leeds United F. C.                  | |
| 2000-01                                      | Manchester United F. C.             | Arsenal F. C.                       | Liverpool F. C.                     | |
| Football Association Barclaycard Premiership |                                     |                                     |                                     | |
| 2001-02                                      | Arsenal F. C.                       | Liverpool F. C.                     | Manchester United F. C.             | Campeón del doblete.                                                                                              |
| 2002-03                                      | Manchester United F. C.             | Arsenal F. C.                       | Newcastle United F. C.              | |
| 2003-04                                      | Arsenal F. C. (3)                   | Chelsea F. C.                       | Manchester United F. C.             | Campeón invicto.                                                                                                  |
| Football Association Barclays Premiership    |                                     |                                     |                                     | |
| 2004-05                                      | Chelsea F. C.                       | Arsenal F. C.                       | Manchester United F. C.             | Campeón del doblete, campeón con menos goles en contra.                                                           |
| 2005-06                                      | Chelsea F. C.                       | Manchester United F. C.             | Liverpool F. C.                     | |
| 2006-07                                      | Manchester United F. C.             | Chelsea F. C.                       | Liverpool F. C.                     | |
| Barclays Premier League                      |                                     |                                     |                                     | |
| 2007-08                                      | Manchester United F. C.             | Chelsea F. C.                       | Arsenal F. C.                       | Campeón del doblete.                                                                                              |
| 2008-09                                      | Manchester United F. C.             | Liverpool F. C.                     | Chelsea F. C.                       | Campeón del doblete.                                                                                              |
| 2009-10                                      | Chelsea F. C.                       | Manchester United F. C.             | Arsenal F. C.                       | Campeón del doblete.                                                                                              |
| 2010-11                                      | Manchester United F. C.             | Chelsea F. C.                       | Manchester City F. C.               | |
| 2011-12                                      | Manchester City F. C.               | Manchester United F. C.             | Arsenal F. C.                       | |
| 2012-13                                      | Manchester United F. C. (13)        | Manchester City F. C.               | Chelsea F. C.                       | |
| 2013-14                                      | Manchester City F. C.               | Liverpool F. C.                     | Chelsea F. C.                       | Campeón del doblete.                                                                                              |
| 2014-15                                      | Chelsea F. C.                       | Manchester City F. C.               | Arsenal F. C.                       | Campeón del doblete.                                                                                              |
| 2015-16                                      | Leicester City F. C. (1)            | Arsenal F. C.                       | Tottenham Hotspur F. C.             | Campeón tras 132 años de existencia.                                                                              |
| Premier League                               |                                     |                                     |                                     | |
| 2016-17                                      | Chelsea F. C. (5)                   | Tottenham Hotspur F. C.             | Manchester City F. C.               | |
| 2017-18                                      | Manchester City F. C.               | Manchester United F. C.             | Tottenham Hotspur F. C.             | Campeón del doblete. Mayor puntuación, victorias, goles, gol average y ventaja respecto al segundo de un campeón. |
| 2018-19                                      | Manchester City F. C.               | Liverpool F. C.                     | Chelsea F. C.                       | Campeón del triplete nacional. Récord de victorias de un campeón igualado.                                        |
| 2019-20                                      | Liverpool F. C.                     | Manchester City F. C.               | Manchester United F. C.             | Campeón más rápido. Récord de victorias de un campeón igualado.                                                   |
| 2020-21                                      | Manchester City F. C.               | Manchester United F. C.             | Liverpool F. C.                     | |
| 2021-22                                      | Manchester City F. C.               | Liverpool F. C.                     | Chelsea F. C.                       | |
| 2022-23                                      | Manchester City F. C.               | Arsenal F. C.                       | Manchester United F. C.             | Campeón del triplete.                                                                                             |
| 2023-24                                      | Manchester City F. C. (8)           | Arsenal F. C.                       | Liverpool F. C.                     | Récord de campeonatos consecutivos.                                                                               |
| 2024-25                                      | Liverpool F. C. (2)                 | Arsenal F. C.                       | Manchester City F. C.               | |

## Palmarés

### Palmarés histórico(desde 1889)
Un total de 24 clubes han obtenido al menos un título de la máxima categoría del fútbol inglés, mientras que solamente siete han conseguido ser campeones de la Premier League. Completan los registros ocho equipos subcampeones de alguna edición, todos ellos antes del establecimiento de la nueva competición.
| Club                    | Títulos | Subcamp. | Años de los campeonatos                                                                                                |
| ----------------------- | ------- | -------- | --- |
| Manchester United       | 20      | 17       | 1908, 1911, 1952, 1956, 1957, 1965, 1967, 1993, 1994, 1996, 1997, 1999, 2000, 2001, 2003, 2007, 2008, 2009, 2011, 2013 |
| Liverpool               | 20      | 15       | 1901, 1906, 1922, 1923, 1947, 1964, 1966, 1973, 1976, 1977, 1979, 1980, 1982, 1983, 1984, 1986, 1988, 1990, 2020, 2025 |
| Arsenal                 | 13      | 12       | 1931, 1933, 1934, 1935, 1938, 1948, 1953, 1971, 1989, 1991, 1998, 2002, 2004                                           |
| Manchester City         | 10      | 6        | 1937, 1968, 2012, 2014, 2018, 2019, 2021, 2022, 2023, 2024                                                             |
| Everton                 | 9       | 7        | 1891, 1915, 1928, 1932, 1939, 1963, 1970, 1985, 1987                                                                   |
| Aston Villa             | 7       | 10       | 1894, 1896, 1897, 1899, 1900, 1910, 1981                                                                               |
| Sunderland              | 6       | 5        | 1892, 1893, 1895, 1902, 1913, 1936                                                                                     |
| Chelsea                 | 6       | 4        | 1955, 2005, 2006, 2010, 2015, 2017                                                                                     |
| Newcastle United        | 4       | 2        | 1905, 1907, 1909, 1927                                                                                                 |
| Sheffield Wednesday     | 4       | 1        | 1903, 1904, 1929, 1930                                                                                                 |
| Wolverhampton Wanderers | 3       | 5        | 1954, 1958, 1959 |
| Leeds United            | 3       | 5        | 1969, 1974, 1992 |
| Huddersfield            | 3       | 3        | 1924, 1925, 1926 |
| Blackburn Rovers        | 3       | 1        | 1912, 1914, 1995 |
| Preston North End       | 2       | 6        | 1889, 1890 |
| Tottenham Hotspur       | 2       | 5        | 1951, 1961 |
| Derby County            | 2       | 3        | 1972, 1975 |
| Burnley                 | 2       | 2        | 1921, 1960 |
| Portsmouth              | 2       | -        | 1949, 1950 |
| Sheffield United        | 1       | 2        | 1898 |
| West Bromwich Albion    | 1       | 2        | 1920 |
| Ipswich Town            | 1       | 2        | 1962 |
| Nottingham Forest       | 1       | 2        | 1978 |
| Leicester City          | 1       | 1        | 2016 |
| Charlton Athletic       |         | 1        | |
| Southampton             |         | 1        | |
| Watford                 |         | 1        | |
| Queens Park Rangers     |         | 1        | |
| Blackpool               |         | 1        | |
| Cardiff City            |         | 1        | |
| Oldham Athletic         |         | 1        | |
| Bristol City            |         | 1        | |

### Premier League (desde 1992)
Antes eran un total de 22 clubes, en la temporada 1995-96 se redujo a 20 clubes; estos clubes han obtenido al menos un título de la máxima categoría de la Premier League. Completan los registros nueve equipos subcampeones de empezando esta edición por la nueva competición.
| Club              | Títulos | Subcamp. | Tercero | Años de los campeonatos                                                      |
| ----------------- | ------- | -------- | ------- | ---------------------------------------------------------------------------- |
| Manchester United | 13      | 7        | 5       | 1993, 1994, 1996, 1997, 1999, 2000, 2001, 2003, 2007, 2008, 2009, 2011, 2013 |
| Manchester City   | 8       | 3        | 2       | 2012, 2014, 2018, 2019, 2021, 2022, 2023, 2024                               |
| Chelsea           | 5       | 4        | 6       | 2005, 2006, 2010, 2015, 2017                                                 |
| Arsenal           | 3       | 9        | 5       | 1998, 2002, 2004                                                             |
| Liverpool         | 2       | 5        | 7       | 2020, 2025                                                                   |
| Blackburn Rovers  | 1       | 1        | -       | 1995                                                                         |
| Leicester City    | 1       | -        | -       | 2016                                                                         |
| Newcastle United  |         | 2        | 2       |                                                                              |
| Tottenham Hotspur |         | 1        | 2       |                                                                              |
| Aston Villa       |         | 1        | -       |                                                                              |
| Norwich City      |         |          | 1       |                                                                              |
| Nottingham Forest |         |          | 1       |                                                                              |
| Leeds United      |         |          | 1       |                                                                              |

## Estadísticas
Para un completo resumen estadístico de la competición véase Estadísticas de la Premier League
- Dimitar Berbatov es el primer jugador extranjero en marcar 5 goles en un mismo partido en la victoria 7-1 del Manchester United sobre el Blackburn Rovers el 27 de noviembre de 2010.
- Erling Haaland es el debutante en la Premier League con más goles en la historia de la competición, habiendo marcado 36 tantos (33 partidos) en su primera temporada con el Manchester City (2022-23) (esto lo convierte el primer el jugador en la historia de la competencia en ser el mayor goleador histórico en su primera temporada), superando así a Fernando Torres que metió 28 goles con el Liverpool (2007-08) en su primera temporada.
- El 10 de febrero de 2013, Ryan Giggs, jugador del Manchester United, se convirtió en el único jugador que ha marcado al menos un gol en cada una de las 21 primeras ediciones de la Premier League.[85]
- Ryan Giggs, jugador del Manchester United, es el único jugador en participar en las primeras 21 ediciones de la Premier League (25/08/2012).
- El francés Thierry Henry, junto a Alan Shearer, son los únicos jugadores que han sido tres veces consecutivas máximo goleador de la Premier League. Fue durante las ediciones 2003-04, 2004-05, 2005-06 y 1994-1995, 1995-1996 y 1996-1997, respectivamente.
- En el 2012, dentro de la celebración de los 20 años de creación de la Premier League, se eligieron los mejores en cada una de las siguientes categorías: 1. Mejor jugador: Thierry Henry (Arsenal), 2. Mejor entrenador: Alex Ferguson (Manchester United), Mejor equipo: Arsenal 2003/04, Mejor temporada: 2011/12, Mejor gol: Wayne Rooney (Manchester United vs. Manchester City, febrero de 2011), Mejor partido: Manchester United 4-3 Manchester City (septiembre de 2009), Mejor parada: Craig Gordon (Sunderland-Bolton, diciembre de 2010). Asimismo, se eligió el once ideal por votación popular y por un "panel de expertos". El once votado por el público fue: Peter Schmeichel; Ashley Cole, Tony Adams, Nemanja Vidić, Gary Neville; Ryan Giggs, Paul Scholes, Steven Gerrard, Cristiano Ronaldo; Thierry Henry, Alan Shearer. El once de los expertos fue: Peter Schmeichel; Ashley Cole, Tony Adams, Rio Ferdinand, Gary Neville; Ryan Giggs, Paul Scholes, Steven Gerrard, Cristiano Ronaldo; Thierry Henry, Alan Shearer.
- Frank Lampard es el primer jugador en la historia de la Premier League en marcar más de diez goles en nueve temporadas consecutivas.
- El chileno Manuel Pellegrini es el primer entrenador no europeo en ganar la Liga inglesa.

### Clasificaciones históricas

#### Clasificación histórica Premier League
Los 2543 puntos logrados por el Manchester United Football Club le sitúan como líder la clasificación histórica de la competición entre los 51 equipos que alguna vez han participado en la misma. 187 puntos por debajo se encuentra el segundo clasificado, el londinense Arsenal Football Club, quien a su vez aventaja en 56 puntos al Liverpool. Elaborada por la Premier League se basa en los puntos conseguidos por cada equipo según el sistema de puntuación vigente de tres puntos por victoria.
Los únicos seis clubes que han estado presentes en todas las ediciones de la competición son: Manchester United, Arsenal, Chelsea Football Club, Liverpool, Tottenham Hotspur y Everton.
Nota: Sistema de puntuación de 3 puntos por victoria. En cursiva equipos sin participación en la edición presente.
| Pos. | Club              | Temp. | PJ   | PG  | PE  | PP  | Puntos | Títulos | Desc. | Mejor temp. |
| ---- | ----------------- | ----- | ---- | --- | --- | --- | ------ | ------- | ----- | ----------- |
| 1.º  | Manchester United | 33    | 1266 | 755 | 278 | 233 | 2543   | 13      | -     | 1.º         |
| 2.º  | Arsenal           | 33    | 1266 | 693 | 309 | 264 | 2388   | 3       | -     | 1.º         |
| 3.º  | Liverpool         | 33    | 1266 | 677 | 311 | 278 | 2342   | 2       | -     | 1.º         |
| 4.º  | Chelsea           | 33    | 1266 | 667 | 313 | 286 | 2314   | 5       | -     | 1.º         |
| 5.º  | Tottenham Hotspur | 33    | 1266 | 551 | 298 | 417 | 1951   | -       | -     | 2.º         |
| 6.º  | Manchester City   | 28    | 1076 | 550 | 230 | 296 | 1880   | 8       | 2     | 1.º         |
| 7.º  | Everton           | 33    | 1266 | 450 | 356 | 460 | 1698   | -       | -     | 4.º         |
| 8.º  | Newcastle United  | 30    | 1148 | 439 | 290 | 419 | 1607   | -       | 2     | 2.º         |
| 9.º  | Aston Villa       | 30    | 1152 | 411 | 320 | 421 | 1553   | -       | 1     | 2.º         |
| 10.º | West Ham United   | 29    | 1110 | 371 | 280 | 459 | 1393   | -       | 2     | 5.º         |

Estadísticas actualizadas hasta el último partido de la temporada 2024-25.

#### Clasificación histórica total
Nota: Sistema de puntuación de 3 puntos por victoria. En cursiva equipos sin participación en la edición presente.
| Pos. | Equipo            | PJ   | PG   | PE   | PP   | GF   | GC   | Dif.  | Puntos | Títulos | Part. | Div. actual    |
| ---- | ----------------- | ---- | ---- | ---- | ---- | ---- | ---- | ----- | ------ | ------- | ----- | -------------- |
| 1.º  | Liverpool         | 4362 | 2084 | 1080 | 1198 | 7362 | 5232 | +2130 | 7332   | 20      | 110   | Premier League |
| 2.º  | Arsenal           | 4286 | 1966 | 1087 | 1233 | 7125 | 5368 | +1757 | 6985   | 13      | 108   | Premier League |
| 3.º  | Everton           | 4746 | 1910 | 1195 | 1641 | 7277 | 6578 | +699  | 6917   | 9       | 122   | Premier League |
| 4.º  | Manchester United | 4006 | 1917 | 982  | 1107 | 6867 | 5096 | +1771 | 6733   | 20      | 100   | Premier League |
| 5.º  | Aston Villa       | 4298 | 1738 | 1013 | 1547 | 6941 | 6402 | +539  | 6227   | 7       | 111   | Premier League |
| 6.º  | Manchester City   | 3848 | 1611 | 907  | 1330 | 6237 | 5421 | +816  | 5740   | 10      | 96    | Premier League |
| 7.º  | Chelsea           | 3626 | 1495 | 932  | 1199 | 5591 | 5032 | +559  | 5417   | 6       | 90    | Premier League |
| 8.º  | Tottenham Hotspur | 3622 | 1515 | 861  | 1246 | 5765 | 5068 | +697  | 5406   | 2       | 90    | Premier League |
| 9.º  | Newcastle United  | 3692 | 1430 | 896  | 1366 | 5553 | 5333 | +220  | 5186   | 4       | 93    | Premier League |
| 10.º | Sunderland        | 3340 | 1260 | 780  | 1300 | 5143 | 5121 | +22   | 4560   | 6       | 86    | Premier League |

Estadísticas actualizadas hasta el último partido de la temporada 2024-25.

### Máximos goleadores
Para un completo detalle véase Máximos goleadores de la Premier League y Máximos goleadores de la Primera División de Inglaterra.

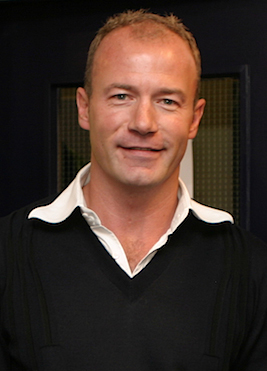
Alan Shearer, máximo goleador

El máximo goleador de la competición es el inglés Alan Shearer con 260 goles, seguido de sus compatriotas Harry Kane y Wayne Rooney con 213 y 208 goles respectivamente, manteniéndose como la mejor marca en la historia del torneo desde que la estableciese al final de su trayectoria deportiva en 2006. El argentino Sergio Agüero es el máximo goleador extranjero, además de ser el jugador que logró anotar más tripletes o hat-tricks en la competición con doce, uno por delante del inglés Alan Shearer. Tras ellos se sitúan los ingleses Robbie Fowler, Michael Owen, Harry Kane y el francés Thierry Henry.
Henry, Agüero, Kane, Salah y Shearer son además los jugadores con mejor promedio anotador de la competición con 0.68, 0.67, 0.67, 0.60 y 0.59 goles por partido respectivamente. Solo Shearer, Rooney, Kane y Salah consiguieron superar la barrera de los 200 goles —siendo el primero el más rápido en anotar los 100, en 124 partidos—, mientras que un total de treinta y cuatro han conseguido anotar más de 100 goles en la competición.

Las estadísticas no incluyen datos de temporadas anteriores al establecimiento de la Premier League en 1992. Sin embargo, cabe destacar también que Jimmy Greaves, Steve Bloomer y Dixie Dean son los tres máximos goleadores de la Primera División de Inglaterra, computando todas sus ediciones, y ocupando todos ellos posiciones destacadas entre los jugadores con más goles anotados en las máximas categorías del fútbol europeo, con 357, 314 y 310 goles respectivamente, siendo los ingleses mejor posicionados en el registro. Entre los jugadores en activo es el egipcio Mohamed Salah con 207 el que más goles ha anotado a fecha de 2025.
Nota: Contabilizados los partidos y goles según actas oficiales. En negrita jugadores activos y club actual.
| Pos. | Jugador                 | G.  | Part. | Prom. | Debut   | (Equipo debut)           | Otros clubes |  |
| ---- | ----------------------- | --- | ----- | ----- | ------- | ------------------------ | --- |  |
| 1    | Alan Shearer            | 260 | 441   | 0.59  | 1992-93 | Blackburn Rovers (112)   | Newcastle United (148)                                                                                             |  |
| 2    | Harry Kane              | 213 | 320   | 0.67  | 2012-13 | Tottenham Hotspur (213)  | Norwich City (0)                                                                                                   |  |
| 3    | Wayne Rooney            | 208 | 491   | 0.42  | 2002-03 | Everton (25)             | Manchester United (183)                                                                                            |  |
| 4    | Mohamed Salah           | 187 | 302   | 0.62  | 2013-14 | Chelsea (2)              | Liverpool (185) |  |
| 5    | Andy Cole               | 187 | 414   | 0.45  | 1993-94 | Newcastle United (43)    | 6 clubesManchester United (93) Blackburn Rovers (27) Fulham (12) Manchester City (9) Portsmouth (3) Sunderland (0) |  |
| 6    | Sergio Agüero           | 184 | 275   | 0.67  | 2011-12 | Manchester City (184)    | |  |
| 7    | Frank Lampard           | 177 | 609   | 0.29  | 1995-96 | West Ham United (24)     | Chelsea (147), Manchester City (6)                                                                                 |  |
| 8    | Thierry Henry           | 175 | 258   | 0.68  | 1999-00 | Arsenal (175)            | |  |
| 9    | Robbie Fowler           | 163 | 379   | 0.43  | 1993-94 | Liverpool (128)          | Leeds United (14), Manchester City (21), Blackburn Rovers (0)                                                      |  |
| 10   | Jermain Defoe           | 162 | 496   | 0.33  | 2000-01 | West Ham United (18)     | 4 clubesTottenham Hotspur (91) Portsmouth (15) Sunderland (34) Bournemouth (4)                                     |  |
| 11   | Michael Owen            | 150 | 326   | 0.46  | 1996-97 | Liverpool (118)          | Newcastle United (26), Manchester United (5), Stoke City (1)                                                       |  |
| 12   | Les Ferdinand           | 149 | 351   | 0.42  | 1992-93 | Queens Park Rangers (60) | 5 clubesNewcastle United (41) Tottenham Hotspur (33) West Ham United (2) Leicester City (12) Bolton Wanderers (1)  |  |
| 13   | Teddy Sheringham        | 146 | 418   | 0.35  | 1992-93 | Nottingham Forest (1)    | 4 clubesTottenham Hotspur (97) Manchester United (31) Portsmouth (9) West Ham United (8)                           |  |
| 14   | Robin van Persie        | 144 | 280   | 0.51  | 2004-05 | Arsenal (96)             | Manchester United (48)                                                                                             |  |
| 15   | Jamie Vardy             | 143 | 329   | 0.43  | 2014-15 | Leicester City (143)     | |  |
| 16   | Son Heung-min           | 130 | 354   | 0.37  | 2015-16 | Tottenham Hotspur (130)  | |  |
| 17   | Jimmy Floyd Hasselbaink | 127 | 288   | 0.44  | 1997-98 | Leeds United (34)        | Chelsea (69), Middlesbrough (22), Charlton Athletic (2)                                                            |  |
| 18   | Robbie Keane            | 126 | 349   | 0.36  | 1999-00 | Coventry City (12)       | 5 clubesLeeds United (13) Tottenham Hotspur (91) Liverpool (5) West Ham United (2) Aston Villa (3)                 |  |
| 19   | Nicolas Anelka          | 125 | 364   | 0.34  | 1996-97 | Arsenal (23)             | 5 clubesLiverpool (4) Manchester City (37) Bolton Wanderers (21) Chelsea (38) West Bromwich (2)                    |  |
| 20   | Dwight Yorke            | 123 | 375   | 0.33  | 1992-93 | Aston Villa (60)         | 4 clubesManchester United (48) Blackburn Rovers (12) Birmingham City (2) Sunderland (1)                            |  |
| 21   | Raheem Sterling         | 123 | 394   | 0.31  | 2011-12 | Liverpool (18)           | Manchester City (91), Chelsea (14), Arsenal (0)                                                                    |  |
| 22   | Romelu Lukaku           | 121 | 278   | 0.44  | 2011-12 | Chelsea (8)              | West Bromwich Albion (17), Everton (68), Manchester United (28)                                                    |  |
| 23   | Steven Gerrard          | 120 | 504   | 0.24  | 1998-99 | Liverpool (120)          | |  |

Estadísticas actualizadas hasta el último partido jugado el 25 de mayo de 2025.

### Máximos asistentes
Para un completo detalle véase Máximos asistentes de la Premier League y Máximos asistentes de la Primera División de Inglaterra.

Ryan Giggs, máximo asistente histórico de la Premier League

Nota: Contabilizados los partidos y goles según actas oficiales. En negrita jugadores activos y club actual.
| Pos. | Jugador            | A.  | Part. | Prom. | Debut   | Equipo debut            | Otros clubes |
| ---- | ------------------ | --- | ----- | ----- | ------- | ----------------------- | --- |
| 1    | Ryan Giggs         | 162 | 632   | 0.26  | 1992-93 | Manchester United (162) | |
| 2    | Kevin De Bruyne    | 119 | 284   | 0.42  | 2012-13 | Chelsea (1)             | Manchester City (118)                                                                                             |
| 3    | Cesc Fàbregas      | 111 | 350   | 0.32  | 2003-04 | Arsenal (70)            | Chelsea (41) |
| 4    | Wayne Rooney       | 103 | 491   | 0.21  | 1993-94 | Everton (10)            | Manchester United (93)                                                                                            |
| 5    | Frank Lampard      | 102 | 609   | 0.17  | 1995-96 | West Ham United (11)    | Chelsea (90), Manchester City (1)                                                                                 |
| 6    | Dennis Bergkamp    | 94  | 315   | 0.30  | 1995-96 | Arsenal (94)            | |
| 7    | David Silva        | 93  | 309   | 0.30  | 2010-11 | Manchester City (93)    | |
| 8    | Steven Gerrard     | 92  | 504   | 0.18  | 1998-99 | Liverpool (92)          | |
| 9    | James Milner       | 89  | 637   | 0.14  | 2001-02 | Leeds United (0)        | 5 clubesNewcastle United (8) Aston Villa (28) Manchester City (25) Liverpool (28) Brighton (2)                    |
| 10   | Mohamed Salah      | 88  | 302   | 0.29  | 2013-14 | Chelsea (1)             | Liverpool(87) |
| 11   | David Beckham      | 80  | 265   | 0.3   | 1992-93 | Manchester United (80)  | |
| 12   | Teddy Sheringham   | 76  | 418   | 0.18  | 1992-93 | Nottingham Forest (9)   | 4 clubesTottenham Hotspur (35) Manchester United (25) Portsmouth (4) West Ham United (3)                          |
| 13   | Thierry Henry      | 74  | 258   | 0.29  | 1999-00 | Arsenal (74)            | |
| 14   | Nolberto Solano    | 73  | 326   | 0.22  | 1998-99 | Newcastle United (54)   | Aston Villa (7), West Ham United (1)                                                                              |
| 15   | Andy Cole          | 73  | 414   | 0.18  | 1993-94 | Newcastle United (18)   | 6 clubesManchester United (27) Blackburn Rovers (17) Fulham (4) Manchester City (6) Portsmouth (1) Sunderland (0) |
| 16   | Antonio Valencia   | 73  | 302   | 0.24  | 2007-08 | Wigan Athletic (11)     | Manchester United (62)                                                                                            |
| 17   | Ashley Young       | 69  | 369   | 0.19  | 2006-07 | Watford (5)             | Aston Villa (39), Manchester United (35)                                                                          |
| 18   | Darren Anderton    | 68  | 319   | 0.21  | 1992-93 | Tottenham Hotspur (67)  | Birmingham City (1)                                                                                               |
| 19   | Gareth Barry       | 64  | 653   | 0.10  | 1997-98 | Aston Villa (33)        | Manchester City (14), Everton (8), West Bromwich Albion (1)                                                       |
| 20   | Matthew Le Tissier | 64  | 270   | 0.24  | 1992-93 | Southampton (64)        | |
| 21   | Alan Shearer       | 64  | 441   | 0.15  | 1992-93 | Blackburn Rovers (28)   | Newcastle United (36)                                                                                             |

Estadísticas actualizadas hasta el último partido jugado el 27 de abril de 2025.

### Equipos que han sido los últimos en ganar un partido en cada temporada
| Temporada | Club                                 | Nº de partidos disputados (victoria incluida) | Posición final | Nº de victorias finales |
| --------- | ------------------------------------ | --------------------------------------------- | -------------- | ----------------------- |
| 1992-93   | Crystal Palace                       | 9                                             | 20.ª           | 11                      |
| 1993-94   | Swindon Town                         | 16                                            | 22.ª           | 5                       |
| 1994-95   | Everton                              | 13                                            | 15.ª           | 11                      |
| 1995-96   | Manchester City                      | 12                                            | 18.ª           | 9                       |
| 1996-97   | Blackburn Rovers                     | 12                                            | 13.ª           | 9                       |
| 1997-98   | Wimbledon                            | 6                                             | 15.ª           | 10                      |
| 1998-99   | Southampton                          | 10                                            | 17.ª           | 11                      |
| 1999-00   | Sheffield Wednesday                  | 10                                            | 19.ª           | 8                       |
| 2000-01   | Derby County                         | 14                                            | 17.ª           | 10                      |
| 2001-02   | Leicester City                       | 5                                             | 20.ª           | 5                       |
| 2001-02   | Middlesbrough                        | 5                                             | 12.ª           | 12                      |
| 2002-03   | Southampton                          | 5                                             | 8.ª            | 13                      |
| 2003-04   | Wolverhampton Wanderers              | 8                                             | 20.ª           | 7                       |
| 2004-05   | Norwich City                         | 14                                            | 19.ª           | 7                       |
| 2005-06   | Sunderland                           | 7                                             | 20.ª           | 3                       |
| 2006-07   | Watford                              | 11                                            | 20.ª           | 5                       |
| 2007-08   | Derby County                         | 6                                             | 20.ª           | 1                       |
| 2008-09   | Tottenham Hotspur                    | 9                                             | 8.ª            | 14                      |
| 2009-10   | Portsmouth                           | 8                                             | 20.ª           | 7                       |
| 2010-11   | Everton                              | 7                                             | 7.ª            | 13                      |
| 2011-12   | Fulham                               | 7                                             | 9.ª            | 14                      |
| 2012-13   | Queens Park Rangers                  | 17                                            | 20.ª           | 4                       |
| 2013-14   | Sunderland                           | 9                                             | 14.ª           | 10                      |
| 2014-15   | Burnley                              | 11                                            | 19.ª           | 7                       |
| 2015-16   | Sunderland                           | 10                                            | 17.ª           | 9                       |
| 2016-17   | Sunderland                           | 11                                            | 20.ª           | 6                       |
| 2017-18   | Crystal Palace                       | 8                                             | 11.ª           | 11                      |
| 2018-19   | Huddersfield                         | 11                                            | 20.ª           | 3                       |
| 2018-19   | Newcastle United                     | 11                                            | 13.ª           | 12                      |
| 2019-20   | Watford                              | 12                                            | 19.ª           | 8                       |
| 2020-21   | Sheffield United                     | 18                                            | 20.ª           | 7                       |
| 2021-22   | Newcastle United                     | 15                                            | 11.ª           | 13                      |
| 2022-23   | Leicester City                       | 8                                             | 19.ª           | 7                       |
| 2023-24   | Sheffield United                     | 11                                            | 20.ª           | 3                       |
| 2024-25   | Wolverhampton Wanderers Ipswich Town | 11                                            | 16.ª 19.ª      | 12 18                   |

Estadísticas actualizadas a 25 de mayo de 2025.

## Entrenadores campeones

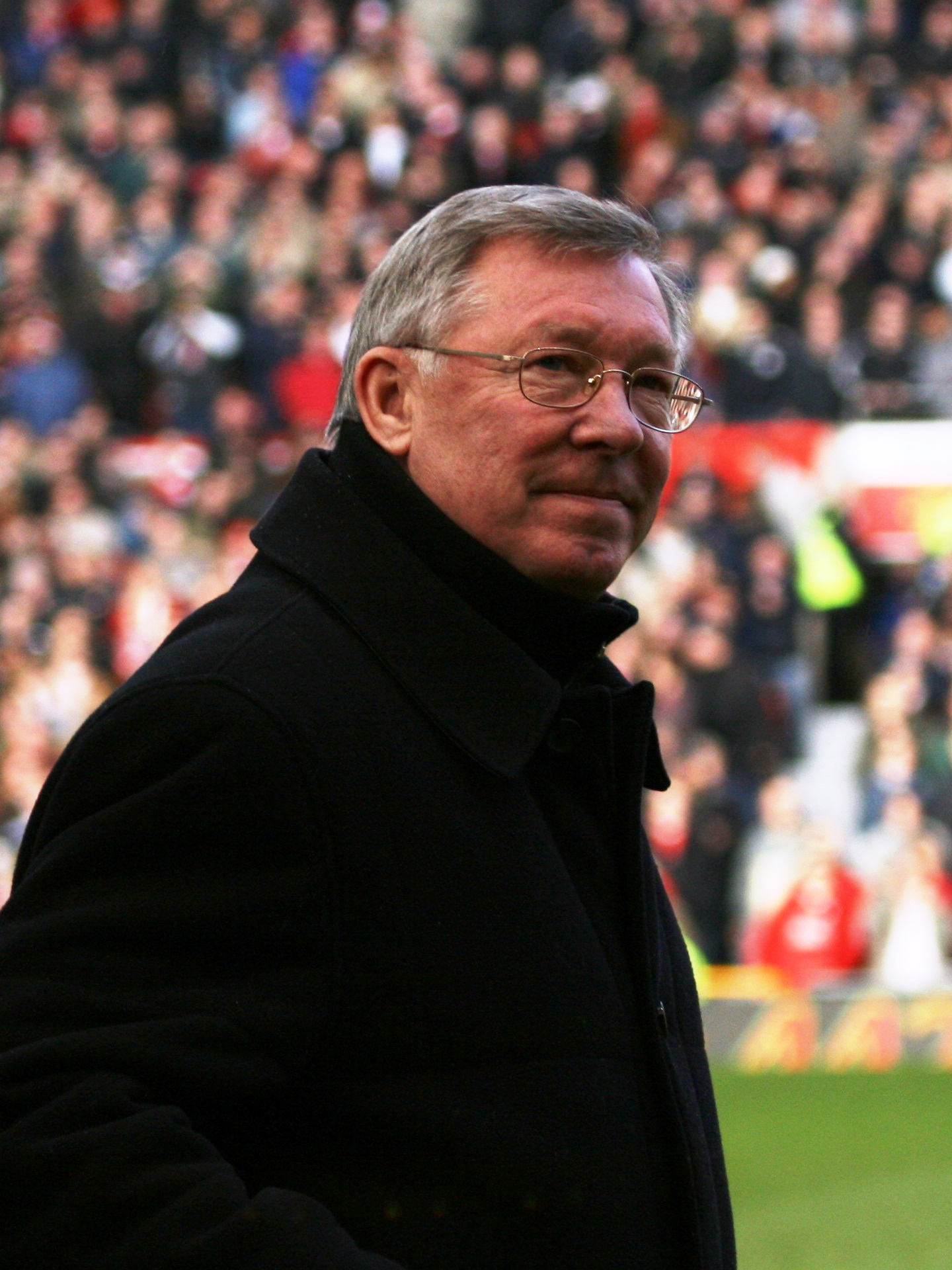
Alex Ferguson es el entrenador más exitoso en la historia de la Liga Inglesa, con 13 títulos logrados

Lista de técnicos con al menos 3 títulos en la primera división inglesa:
| Entrenador      | Títulos | Clubes                      | Años campeón                                                                 |
| --------------- | ------- | --------------------------- | ---------------------------------------------------------------------------- |
| Alex Ferguson   | 13      | Manchester United           | 1993, 1994, 1996, 1997, 1999, 2000, 2001, 2003, 2007, 2008, 2009, 2011, 2013 |
| George Ramsay   | 6       | Aston Villa                 | 1894, 1896, 1897, 1899, 1900, 1910                                           |
| Bob Paisley     | 6       | Liverpool                   | 1976, 1977, 1979, 1980, 1982, 1983                                           |
| Pep Guardiola   | 6       | Manchester City             | 2018, 2019, 2021, 2022, 2023, 2024                                           |
| Tom Watson      | 5       | Sunderland, Liverpool       | 1892, 1893, 1895, 1901, 1906                                                 |
| Matt Busby      | 5       | Manchester United           | 1952, 1956, 1957, 1965, 1967                                                 |
| Herbert Chapman | 4       | Huddersfield Town, Arsenal  | 1924, 1925, 1931, 1933                                                       |
| Frank Watt      | 4       | Newcastle United            | 1905, 1907, 1909, 1927                                                       |
| Kenny Dalglish  | 4       | Liverpool, Blackburn Rovers | 1986, 1988, 1990, 1995                                                       |
| Stan Cullis     | 3       | Wolverhampton Wanderers     | 1954, 1958, 1959                                                             |
| Bill Shankly    | 3       | Liverpool                   | 1964, 1966, 1973                                                             |
| Arsène Wenger   | 3       | Arsenal                     | 1998, 2002, 2004                                                             |
| José Mourinho   | 3       | Chelsea                     | 2005, 2006, 2015                                                             |

### Las transferencia mas cara en la historia de la  Premier League
| Pos | Jugador        | Club                  | Eq. procedencia  | Millones € | Referencias |
| --- | -------------- | --------------------- | ---------------- | ---------- | ----------- |
| 1º  | Florian Wirtz  | Liverpool             | Bayer Leverkusen | 125        | [ 170 ]     |
| 2º  | Enzo Fernández | Chelsea FC            | SL Benfica       | 121        | [ 171 ]     |
| 3º  | Jack Grealish  | Manchester City F. C. | Aston Villa      | 117        | [ 172 ]     |
| 4º  | Declan Rice    | West Ham United       | Arsenal          | 116,6      | [ 173 ]     |
| 5º  | Moisés Caicedo | Chelsea FC            | Brighton         | 116        | [ 174 ]     |
| 6º  | Romelu Lukaku  | Chelsea FC            | Inter de Milán   | 115        | [ 175 ]     |
| 7º  | Paul Pogba     | Manchester United     | Juventus         | 105        | [ 176 ]     |
| 8º  | Antony         | Manchester United     | Ajax             | 95         | [ 177 ]     |
| 9º  | Joško Gvardiol | Manchester City F. C  | RB Leipzig       | 90         | [ 178 ]     |
| 10º | Harry Maguire  | Manchester United     | Leicester City   | 87         | [ 179 ]     |

Fonte: ESPN, actualizado en 21 de junio de 2025.

## Patrocinio y finanzas

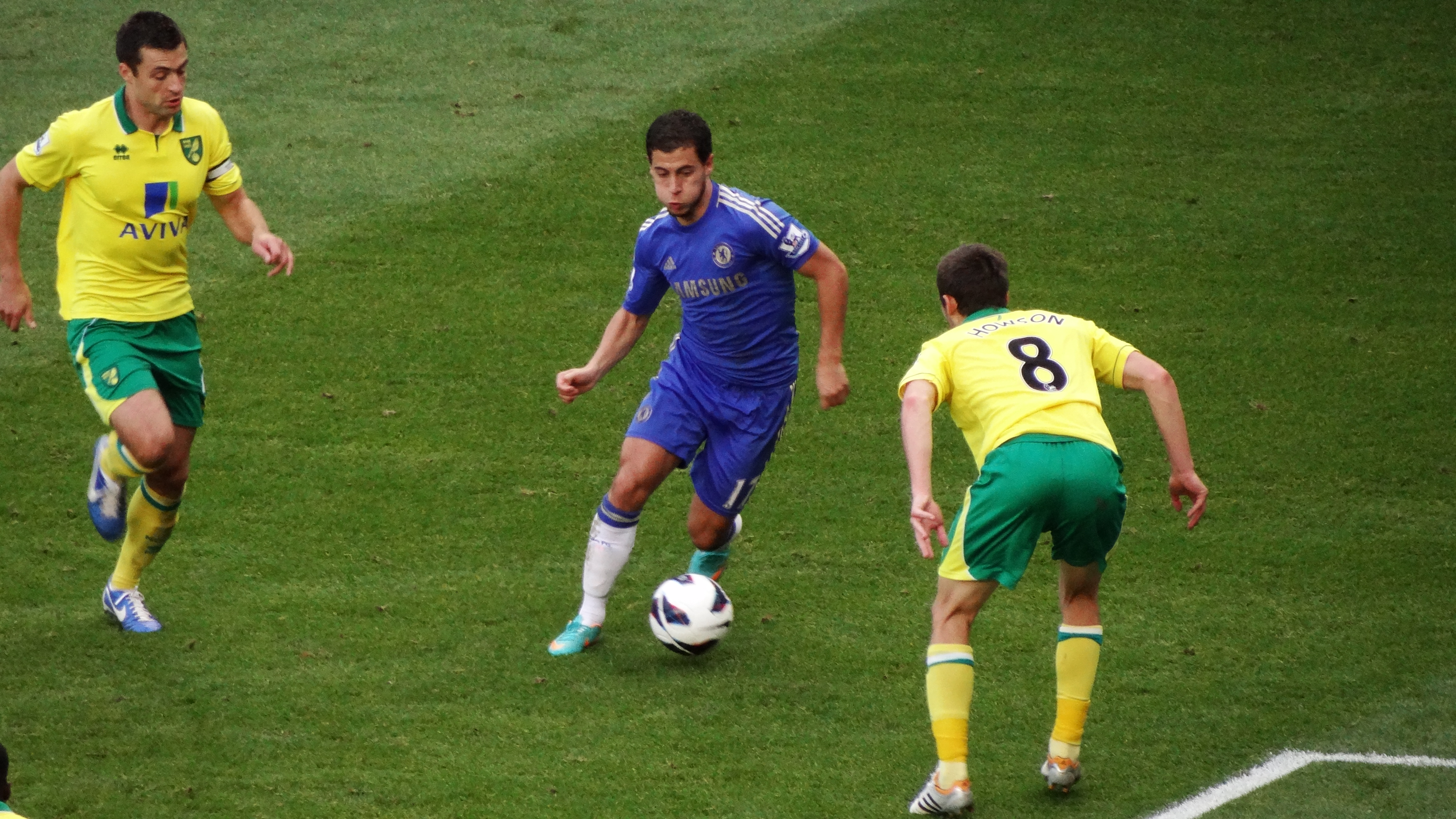
Encuentro entre el Chelsea y el Norwich City en 2012

La liga ha obtenido patrocinio desde 1993. Debe señalarse que el patrocinador es quien determina el nombre de patrocinio de la liga. Desde su constitución, ha habido tres patrocinadores:
- 1993-2001: Carling (FA Carling Premiership)[9]
- 2001-2004: Barclaycard (Barclaycard Premiership)[9]
- 2004-2007: Barclays (Barclays Premiership)[9]
- 2007-2016: Barclays (Barclays Premier League)[182]
- 2016 en adelante: A lo menos 7 patrocinadores principales, solamente revelados Nike y EA Sports[183]

Así como el propio patrocinio de la liga, la Premier League cuenta con algunos socios y proveedores oficiales. El proveedor oficial del balón para la liga es Nike, que ha tenido contrato con la liga desde la temporada 2000-01, tras reemplazar al anterior proveedor Mitre.
Tiene los ingresos más altos respecto a cualquier otra liga de fútbol en el mundo, con un total de 2,47 mil millones EUR en la temporada 2009-10, siendo la segunda más rentable después de la Bundesliga alemana. En 2010, la Premier League obtuvo el reconocimiento británico Queen's Awards for Enterprise en la categoría de «Comercio internacional» por parte de la reina Isabel II. A grandes rasgos, se le reconoció su notable contribución al comercio internacional y el valor que brinda al fútbol inglés y a la industria de radiodifusión del Reino Unido. Los ingresos brutos de la Premier League con frecuencia ocupan el cuarto puesto entre los más altos de cualquier liga deportiva a nivel mundial, por debajo de las cifras anuales de las tres ligas deportivas estadounidenses más populares (la National Football League, las Grandes Ligas de Béisbol y la National Basketball Association), aunque siempre por encima de la National Hockey League.
En términos de fútbol internacional, los clubes de la Premier League son algunos de los más ricos en el mundo. Deloitte, que cada año se encarga de publicar las finanzas de los clubes por medio de su listado Football Money League, catalogó a siete clubes de la Premier League en el top 20 para la temporada 2009-10. En comparación, ninguna otra liga ha tenido a más de cuatro clubes en ese listado. Los equipos de la Premier League han dominado la lista por varios años, e incluso han ocupado los primeros lugares por casi una década hasta la temporada 2004-05. Tras el nuevo acuerdo televisivo de la Premier League, se espera que sus ingresos se incrementen y las posiciones de los clubes en el listado mejoren.

### Cobertura televisiva

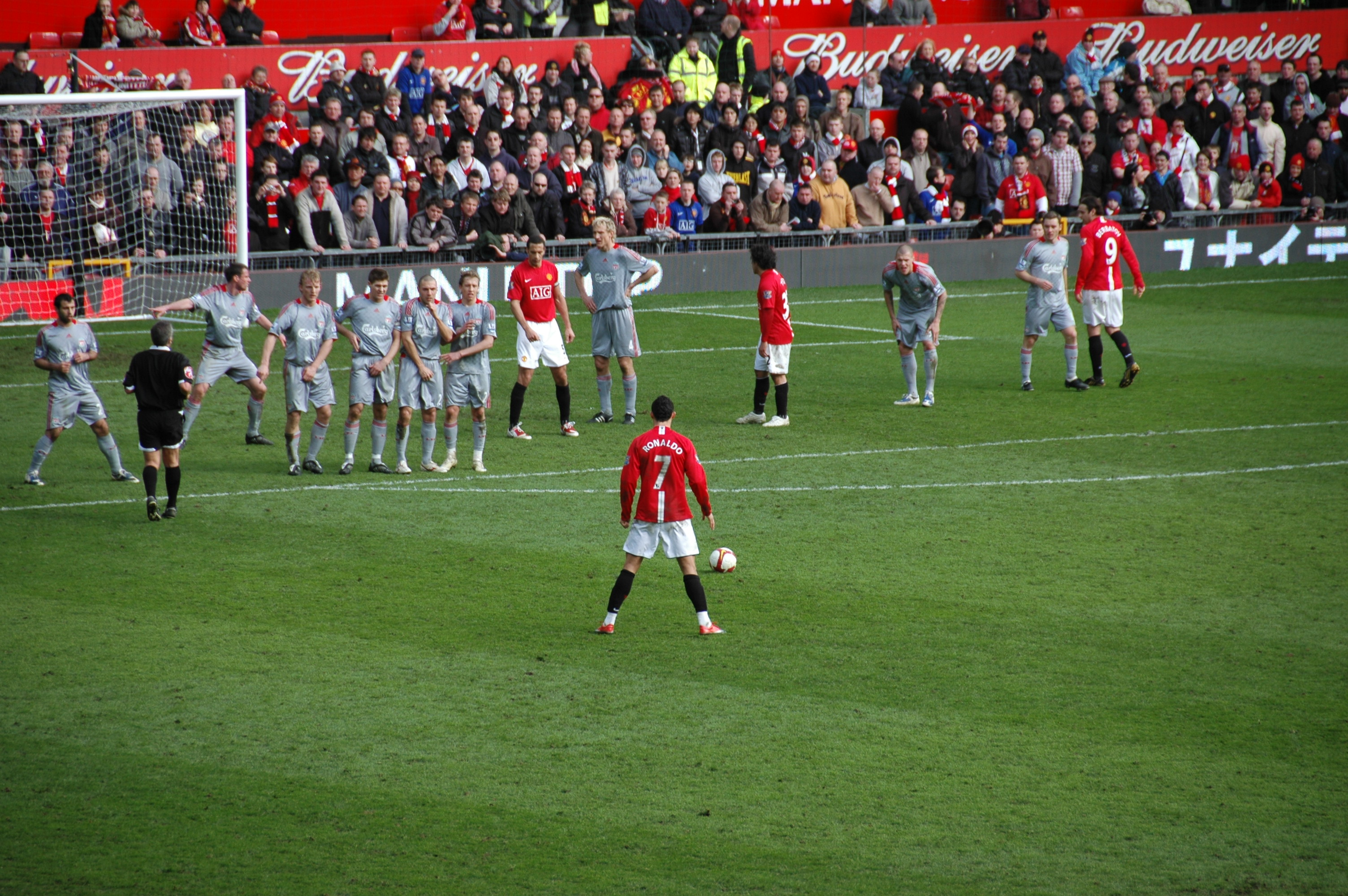
Encuentro entre el Liverpool y el Manchester United en 2009

La televisión ha tenido un rol importante en la historia de la Premier League. El dinero que se obtiene de los derechos televisivos ha sido a su vez vital para ayudar a mantener un cierto nivel competitivo tanto dentro como fuera de los campos. La decisión de la liga de asignarle los derechos de difusión a la cadena British Sky Broadcasting en 1992 fue en su momento una elección radical, pero que al final valió la pena. En su momento, los cobros televisivos era un concepto que se había examinado muy poco en el mercado británico, al igual que el cobro a los seguidores por mirar el fútbol en vivo de manera televisada. No obstante, mediante la combinación de una serie de planes estratégicos de Sky, junto con la calidad del fútbol de la Premier League y el seguimiento del público por cada juego disputado, fue que este concepto cobró una notable importancia.
La Premier League vende sus derechos televisivos en una base colectiva. Esto, en contraste con otras ligas europeas (entre ellas la española, donde cada club vende sus derechos de manera individual), ha llevado a una participación mucho mayor de los ingresos totales que van a los pocos clubes situados en el top. El dinero se divide en tres partes: la mitad se reparte de manera equitativa entre los clubes; un cuarto es entregado en un sistema de méritos sobre la base de la posición final anual en la liga, donde el club que obtiene el primer lugar obtiene veinte veces más de esta cantidad que el último club del standing, mientras que los demás clubes obtienen una cantidad equitativa. Finalmente, el último cuarto es pagado a manera de cuotas por concepto de facilidades para juegos que son transmitidos en televisión, donde los clubes en los primeros puestos por lo general obtienen los más altos cobros. Mientras tanto, el ingreso total proveniente de los derechos televisivos a países extranjeros se divide de manera equitativa entre los veinte clubes.